# Banja Luka
Vous lisez un « article de qualité » labellisé en 2010.
Banja Luka (en cyrillique : Бања Лука) ou Banjaluka (Бањалука), est une ville de Bosnie-Herzégovine et la capitale de facto de l'entité de la république serbe de Bosnie. Au recensement de 1991, la ville intra muros comptait 143 079 habitants et sa zone métropolitaine, appelée ville de Banja Luka (Град Бања Лука) et correspondant à une ex-municipalité du pays, 195 692 habitants. Selon les premiers résultats du recensement bosnien de 2013, la ville intra muros compte 150 997 habitants et sa zone métropolitaine 199 191.
Banja Luka est la capitale historique de la Krajina de Bosnie (en bosnien: Bosanska Krajina). Fondée à l'époque romaine sous le nom de Castra, elle a connu un important essor à partir du XVIe siècle en tant que capitale du pachalik de Bosnie au sein de l'Empire ottoman. Par sa population, Banja Luka est aujourd'hui la seconde ville de Bosnie-Herzégovine. Capitale politique, elle est le siège de la présidence de la république serbe de Bosnie, du gouvernement de la république serbe de Bosnie et de l'Assemblée nationale de la république serbe de Bosnie. Elle est le principal centre culturel des Serbes de Bosnie et le plus important centre économique de la république serbe de Bosnie. Partiellement détruite lors d'un tremblement de terre en 1969, la ville offre le visage d'une cité moderne, dotée de nombreux espaces verts.

## Géographie

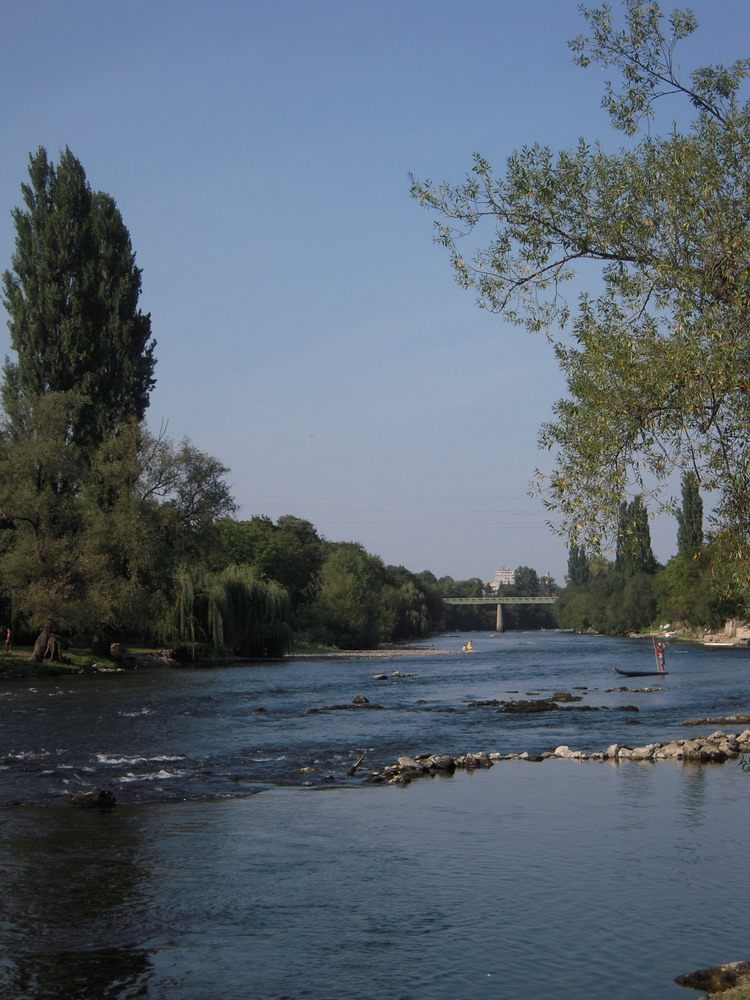
Le Vrbas à Banja Luka.

Banja Luka est située au Nord-Ouest de la Bosnie-Herzégovine, en république serbe de Bosnie (Republika srpska), sur les bords du Vrbas (192 km), à l'endroit où ce cours d'eau perd ses caractéristiques de rivière de montagne en entrant dans la plaine qui va la mener jusqu'à sa confluence avec la Save. La plus grande partie de la région appartient au bassin versant du Vrbas, tandis qu'une petite partie de son territoire se trouve à l'ouest du bassin de la Gomjenica, un affluent droit de la rivière Sana. Près de la ville, le Vrbas reçoit les eaux de trois de ses affluents : la Suturlija, la Crkvena et la Vrbanja.
Le centre de Banja Luka s'élève à une altitude de 163 m. En revanche, en fonction de ses caractéristiques géomorphologiques, géologiques et hydrographiques, le territoire de la Ville peut être divisé en quatre secteurs : un bassin à fond plat, des terrasses alluviales, des collines entourant la vallée et, au sud, les Alpes dinariques. À 25 km au sud-est de la ville se dresse le mont Manjača qui culmine au pic de la Velika Manjača (1 236 m) et au sud-ouest le mont Čemernica qui culmine au pic du Goli vis (1 339 m). Dans le secteur de la Čemernica, le Vrbas coule dans des canyons.
Le territoire de la ville (ex-municipalité) est entouré par les municipalités de Gradiška au nord, Laktaši, Čelinac et Kneževo à l'est, Mrkonjić Grad au sud, Ribnik, Oštra Luka et Prijedor à l'ouest. Toutes ces municipalités font partie de la république serbe de Bosnie.
La région de Banja Luka est particulièrement exposée aux risques de tremblement de terre. Elle en a connu en 1884, 1935, 1969 et 1981. Le plus important d'entre eux a été celui des 26 et 27 octobre 1969 ; d'une amplitude de 7, 8 et 9 sur l'échelle de Mercalli, il a causé des dommages sur 15 municipalités (Banja Luka, Čelinac, Laktaši, Prnjavor, Gradiška, Kotor Varoš, Kneževo, Srbac, Ključ, Jajce, Prijedor, Sanski Most, Novi Grad et Dubica). Pour célébrer le 40e anniversaire de cet événement, une conférence internationale sur l'ingénierie parasismique s'est déroulée à Banja Luka du 26 au 28 octobre 2009. Entre 1996 et 2008, trois séismes de force 5 sur l'échelle de Mercalli se sont produits sur le territoire de la ville, deux en 1998 et un en 2001.

## Climat
Le climat de Banja est de type continental tempéré. Ouverte au nord vers la plaine pannonienne, la région subit en hiver l'influence de l'anticyclone de Sibérie avec ses masses d'air froid, tandis que la présence des Alpes dinariques dans le sud du territoire de la ville, y modère l'effet du climat méditerranéen. Pour la période de 1961 à 1985, la température moyenne annuelle était de 10,5 °C. Janvier était le mois le plus froid avec une température moyenne de −0,6 °C et juillet le mois le plus chaud avec une température moyenne de 20,4 °C. La température la plus élevée enregistrée à la station de Banja Luka a été de 41,4 °C le 14 août 1957 et la température la plus basse a été de −27,4 °C le 5 février 1958.
Pour la période 1961-1985, les moyennes de température et de précipitations s'établissaient de la manière suivante :
| Mois                                 | Janv  | Fév   | Mars | Avr   | Mai   | Juin   | Juil  | Août  | Sept  | Oct  | Nov   | Déc   | Année   |
| ------------------------------------ | ----- | ----- | ---- | ----- | ----- | ------ | ----- | ----- | ----- | ---- | ----- | ----- | ------- |
| Températures maximales moyennes (°C) | 3,4   | 6,6   | 12,0 | 17,1  | 21,9  | 25,0   | 27,0  | 26,6  | 23,0  | 17,2 | 10,9  | 4,8   | 16,3    |
| Températures minimales moyennes (°C) | -4,9  | -2,4  | 0,9  | 4,6   | 8,9   | 12,5   | 13,4  | 13,2  | 10,0  | 5,3  | 1,8   | -2,8  | 5,0     |
| Moyennes des précipitations (mm)     | 73,25 | 68,46 | 75,5 | 89,83 | 96,92 | 113,87 | 96,71 | 98,17 | 86,63 | 71   | 91,45 | 82,79 | 1044,58 |

Les données de 1996 à 2008 établissent la moyenne annuelle des températures à 11,7 °C, avec un pic en juillet à 22 °C et un creux en janvier à 0,4 °C. Pour la même période, Banja Luka a connu en moyenne 1 896,67 heures d'ensoleillement par an, 138 jours de pluie, avec une moyenne de précipitations annuelle de 1 053,32 mm ; on a également pu y décompter en moyenne 46 jours d'enneigement et 56 jours de brouillard.
Pour la période 1996-2008, les moyennes de température et de précipitations s'établissaient de la manière suivante :
| Mois                             | Janv | Fév  | Mars | Avr   | Mai  | Juin  | Juil | Août | Sept  | Oct  | Nov   | Déc  | Année   |
| -------------------------------- | ---- | ---- | ---- | ----- | ---- | ----- | ---- | ---- | ----- | ---- | ----- | ---- | ------- |
| Températures moyennes (°C)       | 0,4  | 3,0  | 7,0  | 11,7  | 17,1 | 20,8  | 22,0 | 21,5 | 15,9  | 12,1 | 7,1   | 1,2  | 11,7    |
| Moyennes des précipitations (mm) | 69,0 | 61,6 | 73,1 | 101,1 | 94,8 | 103,9 | 83,2 | 69,7 | 121,8 | 76,4 | 103,1 | 95,9 | 1053,32 |

## Histoire

### Préhistoire et Antiquité
Le site de l'actuelle ville de Banja Luka est occupé depuis la Préhistoire, ainsi qu'en attestent les fouilles archéologiques réalisées dans le périmètre de l'actuelle Forteresse Kastel, située en plein centre-ville ; quelques vestiges y ont été mis au jour remontant au Paléolithique, comme des outils en silex datés du gravettien. Le Néolithique y est représenté par des poteries caractéristiques des cultures de Baden et de Vučedol. On y a également retrouvé quelques artéfacts datant de l'âge du bronze et de l'âge du fer.
Les découvertes effectuées dans la forteresse Kastel et dans la région signalent une importante activité pendant la période romaine, du IIe au VIe siècle. Le secteur était habité par la tribu illyrienne des Oseriati ou, selon d'autres sources, par celle des Maezaei et faisait partie de la province de Pannonie supérieure. Les sources thermales de Gornji Šeher, aujourd'hui un faubourg de Banja Luka, de Slatina et de Laktaši étaient déjà exploitées par les Romains. À l'emplacement de l'actuelle forteresse Kastel, une localité portant le nom de Castra commença à se développer, assurant diverses fonctions, notamment celle d'un castrum (ou camp militaire) ou d'une mansio (gîte d'étape). Autour du camp se trouvaient une colonie civile et un relais de poste (statio). Située aux confins des provinces de Dalmatie et de Pannonie, la localité se trouvait sur la route reliant Split (Salona), au bord de la mer Adriatique, à l'actuelle ville de Gradiška (Servitium/Serbinum).
Après la chute de l'Empire romain d'Occident, aux VIe et VIIe siècles, des tribus slaves s'installèrent dans la région. Castra fut détruite et, à sa place, fut établie une nouvelle localité. En revanche, ce qu'il advint exactement du site pendant la plus grande partie du Moyen Âge n'est pas clairement établi.

### Moyen Âge

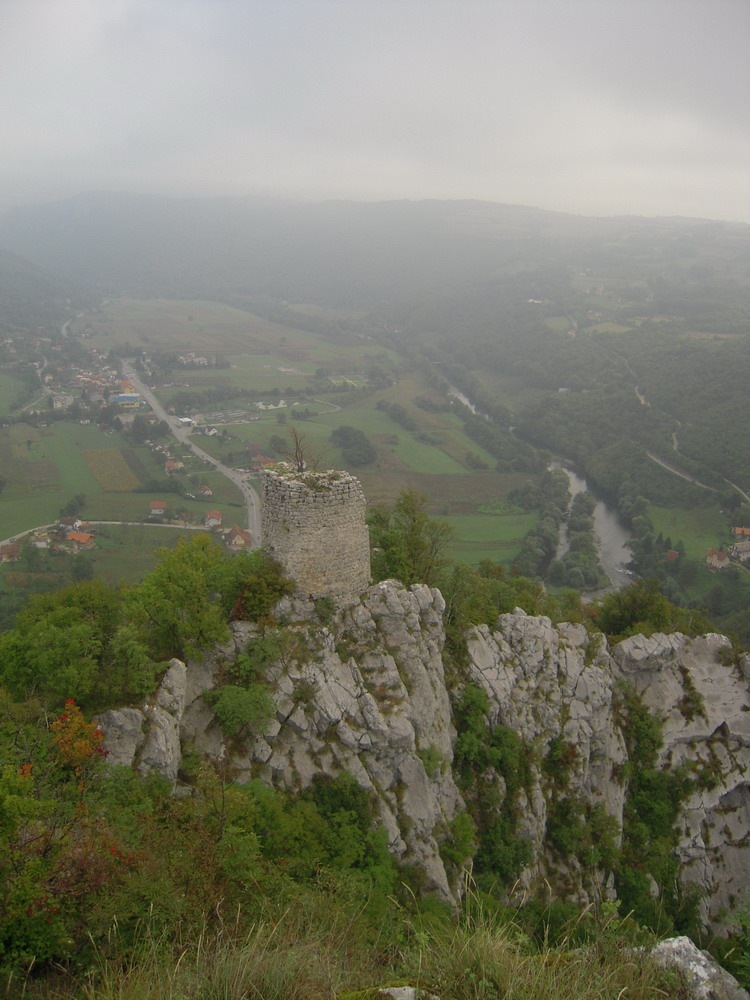
Ruines de la forteresse de Greben

Si le sort du site même de l'actuelle Banja Luka reste incertain, celui de sa région est beaucoup mieux documenté. Du VIIe siècle au XIIe siècle, elle échappa le plus souvent au contrôle de l'Empire byzantin et se trouva régulièrement sous la domination des rois de Hongrie ; au IXe siècle, la rivière Vrbas (ou la rivière Una), devint la frontière occidentale de la Serbie médiévale. Au milieu du XIIe siècle, le territoire de l'actuelle ville de Banja Luka fit partie des possessions du ban Borić, le premier ban de Bosnie. À partir du milieu du XIIIe siècle, les sources écrites se réfèrent à la région en lui donnant le nom de Donji Kraji et, dans les dernières décennies de ce siècle, la région fut contrôlée par les bans de Bosnie Prijezda Ier, Prijezda II et Étienne Ier Kotroman, tous trois appartenant à la dynastie des Kotromanić.

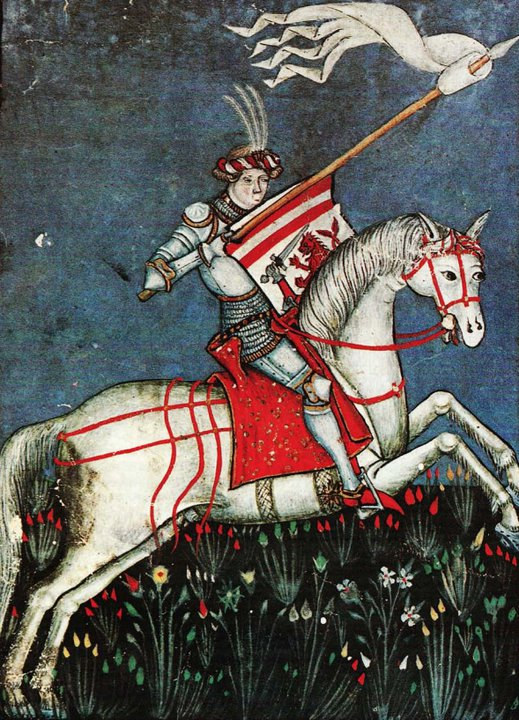
Hrvoje Vukčić dans le Missel de Hrvoje (1404)

À la fin du XIIIe siècle, la région fit partie de la župa (comté) de Zemljanik et son importance est attestée par les forteresses qui y furent bâties le long du Vrbas et dans ses canyons, servant à protéger la frontière orientale de la župa et à héberger les nobles familles féodales Croato-Bosniennes des Hrvatinić et des Vojsalić. Parmi ces forteresses figurent celles de Kotor (1323), aujourd'hui Kotor Varoš, de Zvečaj (1404), Bočac (1446) et de Greben. À la fin du XIVe siècle, la région de Donji Kraji fut un moment contrôlée par le roi Tvrtko Ier de Bosnie mais, au début du XVe siècle, elle passa entre les mains du puissant féodal Hrvoje Vukčić, membre de la famille des Hrvatinić. De nombreuses nécropoles, comportant des monuments funéraires appelés stećci (au singulier : stećak), dispersées sur tout le territoire de Zemljanik, montrent que la région était densément peuplée à cette période. Parmi les nécropoles les plus importantes, on peut citer celles de Lusići, Plavšići, Prodole, Gornje Ratkovo et Grčka Gradina (à Lužije), chacune comptant entre 80 et 120 stećci et attestant ainsi de la prospérité de la population. En 1378, un monastère franciscain s’installa à Petrićevac, aujourd'hui un quartier de Banja Luka.
L'avancée progressive des Ottomans dans les Balkans au cours du XVe siècle conduisit à la chute du royaume de Bosnie en 1463. En revanche, la région de Banja Luka, protégée par le royaume de Hongrie, résista encore à la conquête pendant quelques décennies, faisant alors partie de la Banovine de Jajce. La ville de Banja Luka est mentionnée pour la première fois dans une charte signée le 6 février 1494 par le roi de Hongrie Vladislas II Jagellon ; son nom viendrait des mots « ban », désignant un dignitaire médiéval et luka, désignant une vallée ou une prairie. Banja Luka fut conquise par les Turcs en 1521.

### Période ottomane

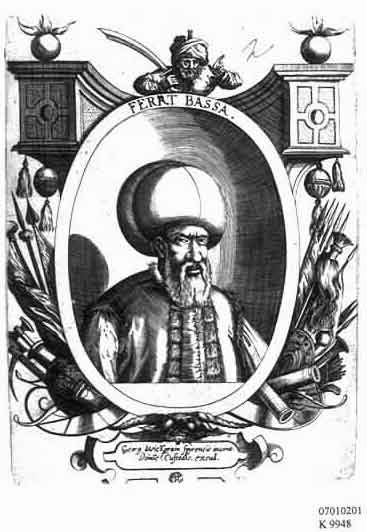
Gravure représentant Ferhat-pacha

Banja Luka connut son véritable expansion pendant la période ottomane. La ville fut d'abord intégrée au sandjak de Bosnie, une subdivision du pachalik de Roumélie, une subdivision administrative qui englobait toutes les parties occidentales de l'Empire. La Roumélie fut par la suite subdivisée en plusieurs pachaliks de moindre étendue, chaque pachalik ayant à sa tête un pacha. Banja Luka devint la capitale du sandjak de Bosnie en 1553 et, après la création du pachalik de Bosnie en 1580 ou 1583, la ville en fut la capitale entre 1583 et 1639, ce qui accéléra son développement.
L'une des personnalités de Banja Luka les plus importantes de cette époque fut Ferhat-pacha Sokolović, qui marqua la ville de son empreinte. Il était membre de la puissante famille serbe des Sokolović, à laquelle appartenait aussi le grand vizir Mehmed-pacha Sokolović et l'archevêque Makarije Sokolović, le cousin de Mehmed-pacha, patriarche orthodoxe serbe de Peć. En 1574, Ferhat-pacha fut nommé bey de Bosnie. Le 22 septembre 1575, il remporta une importante bataille sur le général autrichien Herbert Ausperger, au cours de laquelle il s'empara de son fils Wolf qu'il rendit à l'Autriche contre une rançon de 30 000 ducats. Ferhat-pacha se servit de cette somme pour construire la mosquée Ferhadija, une médersa, une tour de l'horloge (en BCMS : sahat kula) et une fontaine, créant ainsi la première čaršija de la ville. Entre 1579 et 1587, il fit ainsi construire 216 bâtiments dans la ville. Pour assurer l'entretien de tous ces édifices, il signa un acte de donation le 25 janvier 1587. Ferhat-pacha fonda également la localité de Donji Šeher, aujourd'hui un faubourg de Banja Luka connus sous le nom de Srpske Toplice. Dans son entreprise urbanistique, il fut soutenu par de nombreux dignitaires ottomans, comme son ami Hasan defterdar, ministre des Finances du pachalik de Bosnie, cosignataire avec lui de la donation de 1587 et fondateur de la mosquée Arnaudija. Après sa mort, en 1590, Ferhat-pacha se fit enterrer à Banja Luka.

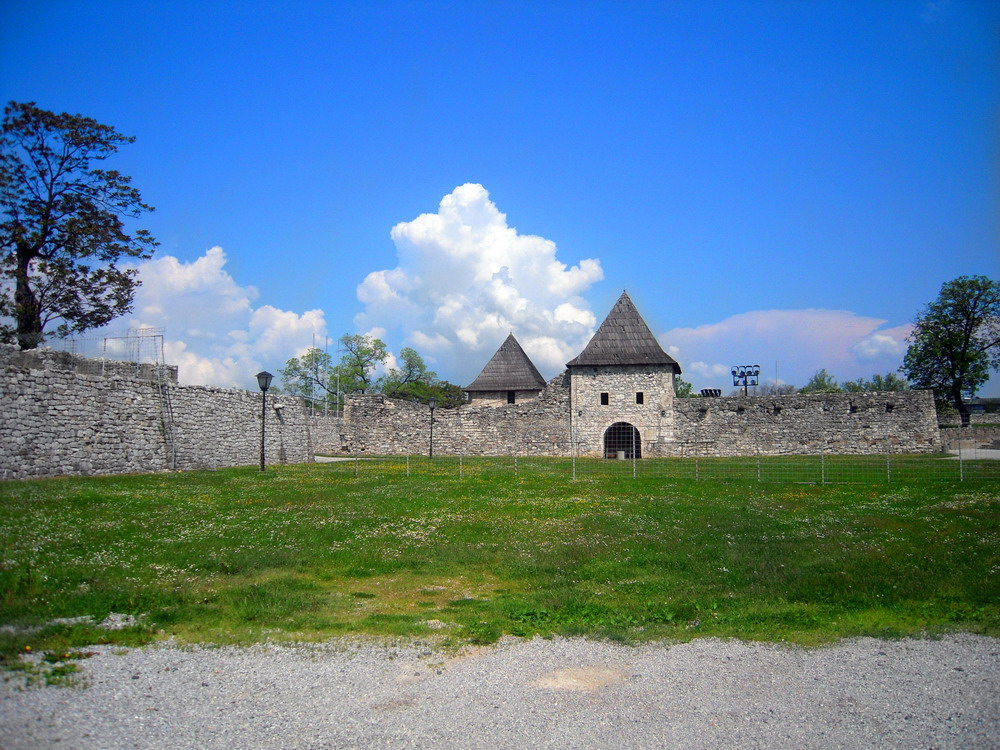
La forteresse Kastel

Dès la fin du XVIe siècle, l'Empire ottoman dut affronter périodiquement les troupes de la dynastie autrichienne des Habsbourg. Banja Luka devint ainsi une position stratégique. En 1587, Ferhat-pacha avait fait construire un arsenal à Donji Šeher, qui fut transformé en forteresse sous le règne du sultan Mehmed III (1595-1603) ; elle resta en usage jusqu'en 1739 puis fut démolie par la suite. En 1660, le voyageur ottoman Evliya Çelebi, de passage à Banja Luka, y mentionne deux forteresses, l'une à Donji Šeher et l'autre à Gornji Šeher, mais sans donner davantage de détails. La même année fut créée la capitainerie de Banja Luka, un secteur de protection militaire renforcée. En août 1688, au cours de la deuxième guerre austro-turque, la ville fut brièvement occupée par les armées de Prince Louis de Bade ; incendiée, elle fut rapidement reconstruite. Avec le traité de Karlowitz (aujourd'hui Sremski Karlovci), signé en 1699, la Sublime Porte dut céder de vastes territoires au nord de la Save et du Danube. En 1701, le cadi de Banja Luka reçut l'ordre de construire des ateliers pour fabriquer des munitions et des canons. Le prince Ernest-Frédéric Ier de Saxe-Hilburghausen, à la tête d'une partie de l'armée impériale, assiégea en vain la ville en 1704. À l'époque de Numan-pacha Ćuprilić (1712-1714), la forteresse Kastel fut renforcée et prit la configuration sous laquelle on la connaît aujourd'hui. En 1737, lors de la guerre austro-turque de 1735-1739, les troupes autrichiennes avancèrent une nouvelle fois jusqu'à Banja Luka ; l'armée autrichienne conduite par Hildburghausen mit le siège devant la forteresse mais elle fut prise à revers par le vizir Ali-pacha Hekimoglu qui lui fit subir des pertes importantes et la força à se replier. La forteresse fut alors à nouveau renforcée. La guerre se termina par le traité de Belgrade et aucune pénétration autrichienne n'eut lieu jusqu'en 1878.
Le début du XIXe siècle fut marqué par deux épidémies de peste, en 1813 et 1816, ainsi que par quelques tremblements de terre destructeurs. En revanche, la seconde moitié du siècle vit s'ébaucher le développement industriel de la ville. Un des exemples de cette évolution suit l'installation des moines trappistes dans la ville, qui, en 1869, avec l'autorisation de la papauté et de la Sublime Porte, fondèrent le monastère Sainte-Marie-de-Étoile, dans l'actuel faubourg de Delibašino Selo, y construisant aussi tout un complexe où l'on fabriquait notamment de la bière, du fromage ou des pâtes alimentaires ; l'ensemble était complété par une centrale hydroélectrique, un moulin, une usine de textiles, un atelier d'imprimerie, une briqueterie et une boulangerie,. Des Juifs sépharades s'installèrent également à l'époque dans la ville, contribuant également à son dynamisme économique. La première ligne de télégraphe fut installée en 1866 et la première ligne de chemin de fer moderne de Bosnie ouvrit en 1873, reliant Banja Luka à Dobrljin,.

### Période austro-hongroise et Première Guerre mondiale (1878-1918)

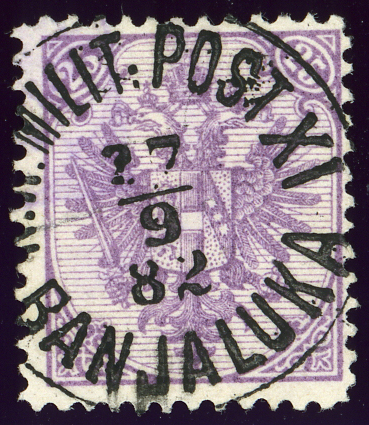
Oblitération de 1882 - Poste militaire

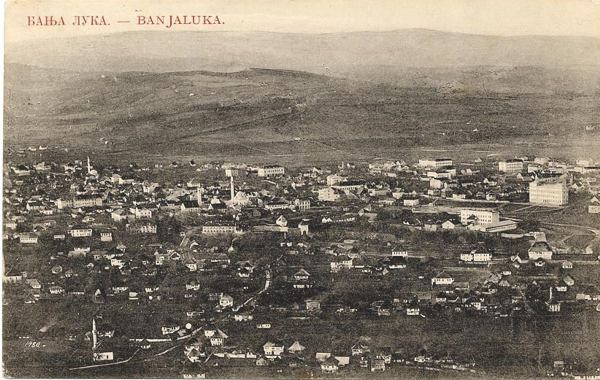
Banja Luka en 1903

L'année 1878 marqua un véritable tournant dans l'histoire de Banja Luka. Après la défaite de l'Empire ottoman dans la guerre russo-turque de 1877-1878 et à la suite du congrès de Berlin, la Bosnie et l'Herzégovine furent placées sous le contrôle de l'empire d'Autriche-Hongrie, ces régions restant officiellement intégrées à l'Empire ottoman ; dès la fin d'octobre 1878, les Autrichiens avaient en fait occupé toute la Bosnie et son territoire fut réorganisé. Au moment où les Autrichiens entrèrent dans la ville, elle comptait 10 000 habitants et avait l'allure d'une ville orientale. La période austro-hongroise fut caractérisée par d'importants changements dans la ville qui s'occidentalisa et s'industrialisa. De larges artères furent ouvertes, comme l'actuelle rue Kralja Petra. L'approvisionnement en eau, le système d'égouts et l'éclairage électrique furent améliorés. Un hôpital fut ouvert en 1879 et le lycée de Banja Luka fut créé en 1895. Une voie ferrée relia à la ville à Vienne et à Budapest. L'industrie se développa notamment avec la création d'une manufacture de tabac et l'usine de transformation du bois Bosna holc. Le premier recensement officiel eut lieu le 22 avril 1895 et la ville comptait alors 13 566 habitants.
Sur le plan politique, l'occupation austro-hongroise a connu le développement d'une résistance au régime, surtout après l'annexion pure et simple du pays le 6 octobre 1908 ; 148 procès politiques contre des Serbes pour « atteinte à la souveraineté de la Double Monarchie » furent engagés dans toute la Bosnie-Herzégovine, dont 60 à Banja Luka. Ce climat conduisit à l'instauration de la loi martiale en 1912 et à des mesures d'exception en 1913 ; tous ces événements devaient déboucher sur l'assassinat de l'archiduc François-Ferdinad en 1914 et au déclenchement de la Première Guerre mondiale. Au cours de cette période, le poète et tribun Petar Kočić, né à Stričići sur le mont Manjača, près de Banja, exerça une grande influence sur les mouvements de libération, notamment avec son journal Otadžbina (« Patrie »), créé en 1907.
Au début de la guerre, les autorités austro-hongroises arrêtèrent toutes les personnalités serbes de premier plan de la ville de Banja Luka, en les accusant de trahison. Elles ne furent libérées que grâce à l'intervention du roi d'Espagne Alphonse XIII et par l'intermédiaire de sa mère Marie-Christine d'Autriche, qui appuya sa demande auprès de la cour de Vienne ; encore aujourd'hui, une rue du centre de la ville porte le nom de ce souverain. Banja Luka fut finalement libérée par l'armée serbe le 21 novembre 1918.

### De l'entre-deux-guerres à la fin de la Seconde Guerre mondiale
Après la Première Guerre mondiale, Banja Luka fut intégrée au royaume des Serbes, Croates et Slovènes qui, en 1929, devint le royaume de Yougoslavie et, selon la loi sur l'organisation du royaume, le territoire yougoslave fut divisé en neuf grandes régions appelées banovines. Banja Luka devint alors la capitale de la Banovine du Vrbas. Cette période est marquée pour la ville par les réalisations urbanistiques et architecturales du ban (gouverneur) Svetislav Milosavljević (1882-1960), avec la construction de nombreux bâtiments publics, comme le Banski dvor et l'actuel Palais municipal, le théâtre ou le musée. Sous son impulsion de nombreuses écoles, routes et usines furent réalisées, ainsi que des ponts et des parcs. Lorsqu'il quitta Banja Luka le 22 avril 1934, environ 10 000 habitants de la ville se rassemblèrent spontanément pour lui adresser un adieu solennel. Dès cette époque, les idées révolutionnaires commencèrent à se répandre, notamment au sein de l'association Pelagić et dans le Club des étudiants et Banja Luka devint progressivement le centre organisationnel de l'antifascisme dans la région.
Banja Luka, comme le reste du royaume de Yougoslavie, fut touchée par la Seconde Guerre mondiale en 1941. La ville fut bombardée par les nazis le 9 avril 1941 ; elle le sera encore, mais cette fois par les Alliés, en 1944. En avril 1941, Banja Luka fut placée sous le contrôle de l'État indépendant de Croatie, contrôlé par les Oustachis, alliés des nazis. De nombreuses familles serbes et juives séfarades furent déportées vers le camp d'extermination de Jasenovac ou vers celui de Stara Gradiška, en Croatie. L'évêque orthodoxe serbe de l'éparchie de Banja Luka, Platon, né à Belgrade, fut invité à quitter le pays parce qu'il était d'origine serbe mais il répondit qu'il resterait, quoi qu'il en coûte, aux côtés de ses ouailles. Le 5 mai 1941, Platon fut arrêté, exécuté et son corps jeté dans la rivière Vrbas ; le corps de l'évêque fut retrouvé le 23 mai à la hauteur du village de Kumsale, aujourd'hui un faubourg de Banja Luka, et enterré dans un cimetière militaire. En raison de son courage, il est aujourd'hui considéré comme un saint par l'Église orthodoxe serbe. En mai de la même année, les Oustachis déclarèrent la cathédrale orthodoxe de la Sainte-Trinité « horreur de la ville » et en ordonnèrent la destruction « pierre par pierre et brique par brique ». Le 7 février 1942, la garde rapprochée d'Ante Pavelić et le VIIIe bataillon d'oustachis, accompagnés du moine franciscain Miroslav Filipović, attaquèrent les villages de Drakulić, Motike et Šargovac, près de Banja Luka. Environ 2 300 civils serbes, dont 511 enfants, trouvèrent la mort dans le massacre de Banja Luka (en) qui s'ensuivit, tués à coups de couteau, de hache ou de pioche,. La région vit aussi se développer des mouvements de résistance, notamment de la part des Partisans communistes de Tito, comme celui de Vahida et Osman Maglajlić qui étaient sœur et frère. Banja Luka fut finalement libérée le 22 avril 1945. En 1961, un Monument aux combattants morts pour la Krajina de Bosnie a été érigé sur la colline de Banj brdo qui domine la ville.

### Après la Seconde Guerre mondiale: Yougoslavie
Après la Seconde Guerre mondiale, Banja Luka fut intégrée à la république socialiste de Bosnie-Herzégovine, l'une des entités composant la république fédérale socialiste de Yougoslavie. Parmi les événements majeurs de cette période, il convient de citer le tremblement de terre des 26 et 27 octobre 1969, d'une amplitude de 5,4 à 6 sur l’échelle de Richter et de 7, 8 et 9 sur l'échelle de Mercalli, qui affecta également les municipalités voisines de la ville ; à Banja Luka, il a provoqué la mort de 15 personnes et la destruction de nombreux bâtiments,. Des contributions en provenance de toute la Yougoslavie permirent le redressement de la ville, notamment avec la construction d'immeubles modernes pour accueillir les sinistrés.

### Histoire récente
L'effondrement de l'ex-Yougoslavie communiste provoqua, comme partout, une flambée nationaliste dans la région. En 1992, la Bosnie-Herzégovine proclama son indépendance et parallèlement l'actuelle république serbe de Bosnie était instituée, avec comme capitale de facto la ville de Banja Luka. La guerre de Bosnie-Herzégovine éclata le 6 avril 1992. La ville proprement dite ne fut pas directement touchée par les combats mais cette période fut néanmoins marquée par la guerre. Au début, en 1992, elle dut subir un blocus de la part des forces croato-musulmanes, coupée du reste du monde aussi bien par voie de terre que par voie aérienne, la ville fut privée de son alimentation en oxygène médical ; douze bébés, prématurés, trouvèrent ainsi la mort dans une maternité. La mort de ces 12 enfants fut à l'origine de l'opération corridor, qui mit fin au blocus. En 2008, le monument des douze bébés fut élevé pour honorer le souvenir de ces enfants morts dans leur incubateur.

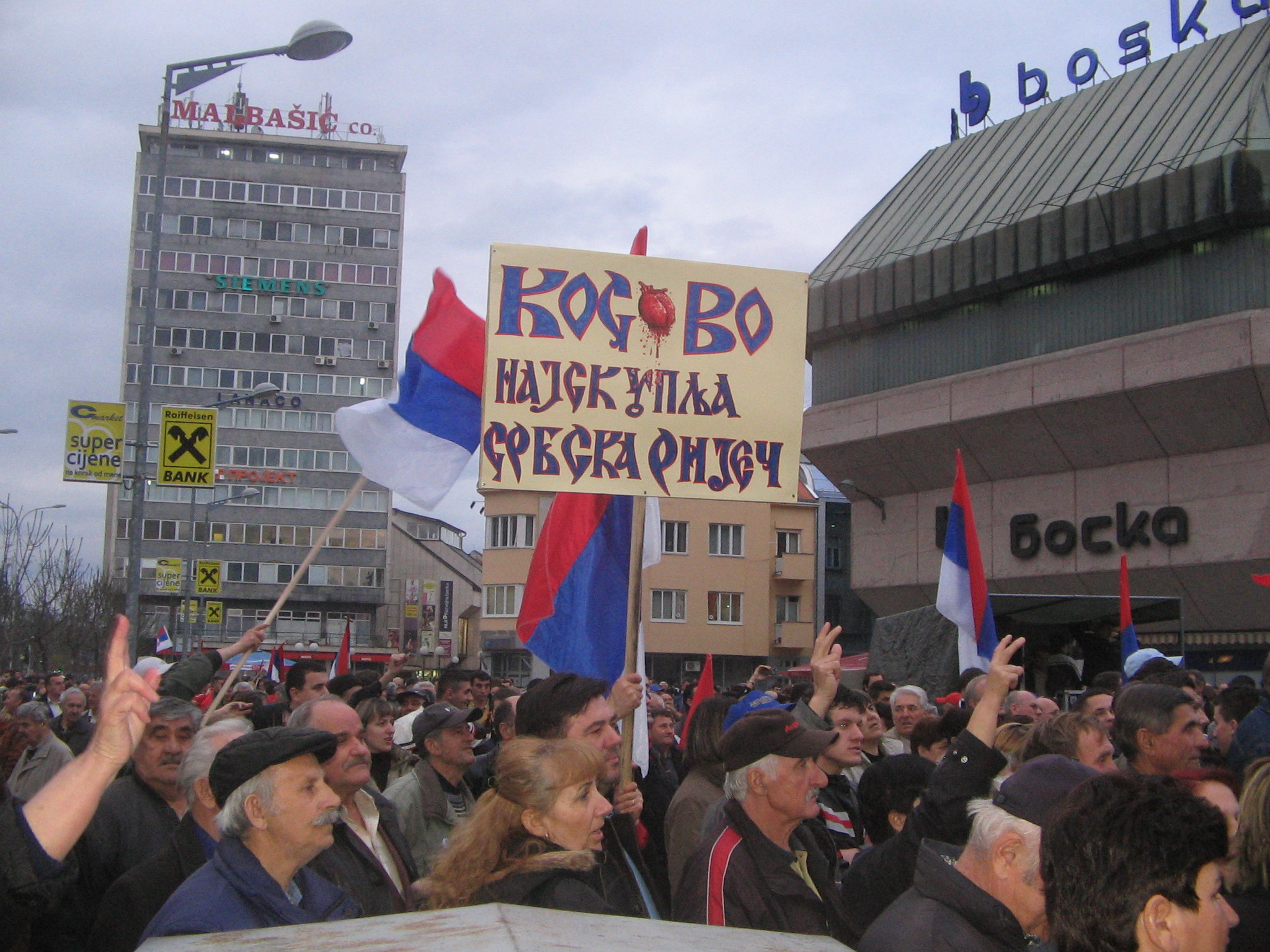
Manifestation après la déclaration d'indépendance du Kosovo

En 1993, seize mosquées furent détruites en quelques jours par des milices serbes, parmi lesquelles la plus belle mosquée de la ville, la mosquée Ferhadija, construite au XVIe siècle. Les tensions entre les diverses nationalités devinrent extrêmes et, en 1994, les Bosniaques, les Croates et les Roms furent persécutés, ce qui entraîna un important exode de la population non serbe, le porte-parole du secrétaire d'État américain Mike McCurry déclarant : « Nous avons des informations sérieuses montrant qu'un nettoyage ethnique est en cours à Banja Luka ». Le New-York Times, qui rapportait ces propos, faisait état de 560 000 personnes ayant fui la région de Banja Luka (au sens large) tandis que, parallèlement, 875 000 Serbes s'y seraient réfugiés, fuyant les zones contrôlées par les Bosniaques. Des camps d'internement furent créés par les autorités serbes de Radovan Karadžić à proximité de la ville, comme ceux de Manjača, Trnopolje et Omarska (Nettoyage ethnique de Prijedor (1992-1993)).

### Histoire contemporaine
La guerre s'acheva par les accords de Dayton en 1995 ; l'entité de la république serbe de Bosnie fut reconnue et sa capitale située à Istočno Sarajevo, « Sarajevo Est », mais la ville de Banja Luka en resta la capitale de facto, abritant toutes les institutions importantes de la république.
Interrompu par la guerre, le développement économique de la ville reprit son essor et de nombreuses institutions culturelles ou associations virent alors le jour. En 2001, la pose de la première pierre pour la reconstruction de la mosquée Ferhadija provoqua une grande agitation chez certains extrémistes serbes,,. De même, la déclaration d'indépendance du Kosovo, survenue le 17 février 2008, a été l'occasion de nombreuses manifestations dans la ville. En revanche, les autorités religieuses de la ville tentent d'apaiser les tensions, à l'exemple du mufti de Banja Luka Edhem Čamdžić qui déclarait en 2004 : « Il est naturel que les peuples regrettent ce qu'ils ont fait de mal et soient fiers de ce qu'ils ont fait de bien », ajoutant « La justice va jaillir comme une source qui jaillit sur les hommes. On ne peut pas l'arrêter ».
Depuis le 10 mars 2009, Banja Luka est la capitale officielle de l’entité de la république serbe de Bosnie.

## Organisation administrative de la ville
Banja Luka est considérée comme une des sept « villes officielles » de Bosnie-Herzégovine (en serbe, en bosnien et en croate : službeni gradovi Bosne i Hercegovine), statut qu'elle partage avec Bihać, Istočno Sarajevo, Jajce, Mostar, Sarajevo et Zenica, les autres villes importantes du pays étant officiellement désignées comme des « localités urbaines » (gradsko naselje). L'expression Ville de Banja Luka, avec une majuscule, désigne le territoire métropolitain de la ville de Banja Luka intra muros (avec une minuscule), qui, pour les autres localités urbaines, porte le nom de municipalité (en serbe : општина et opština ; en bosnien et en croate : općina). Sur le plan administratif, la Ville (comme la municipalité) se situe juste au-dessous de l'entité que constitue la république serbe de Bosnie, une des deux entités officielles de la république de Bosnie-Herzégovine.
À un niveau administratif inférieur, le territoire de la Ville est divisé en 56 communautés locales (mjesne zajednice), qui dans la ville intra muros correspondent à divers quartiers et en dehors de la ville à des faubourgs ou à des villages. Certaines communautés locales périurbaines englobent des villages plus petits ou des hameaux.

### Quartiers et faubourgs de Banja Luka
Le quartier de Centar, le « Centre », constitué des deux communautés locales de Centar I et Centar II qui, en 1991, comptaient 15 827 habitants, correspond au cœur historique de Banja Luka. Le quartier abrite un grand nombre d'institutions gouvernementales de la république serbe de Bosnie, comme la présidence, le gouvernement ou l'Assemblée nationale de la république serbe de Bosnie ; la présidence est installée dans le palais de la République serbe (en serbe : Палата Републике Српске et Palata Republike Srpske), le gouvernement au Centre administratif du gouvernement de la République serbe (Административни центар Владе Републике Српске et Administrativni centar Vlade Republike Srpske) et l'Assemblée dans l'ancien bâtiment de l'Armée populaire yougoslave. Les locaux du gouvernement, de l'assemblée et de l'administration de la ville sont également situés dans ce quartier. Le quartier assure également des fonctions administratives et commerciales, par exemple avec le siège central de la Poste de la Ville ou le centre commercial Boska. Il joue un rôle important sur le plan du tourisme, avec la présence de la forteresse Kastel qui remonte au Moyen Âge ou d'édifices religieux comme la cathédrale du Christ-Sauveur, située à proximité du Banski dvor, le palais du ban de l'ancienne Banovine du Vrbas, ou l'église de la Sainte-Trinité. On y trouve aussi des institutions culturelles et de nombreux hôtels comme l'Hôtel Bosna et l'Hôtel Palas.

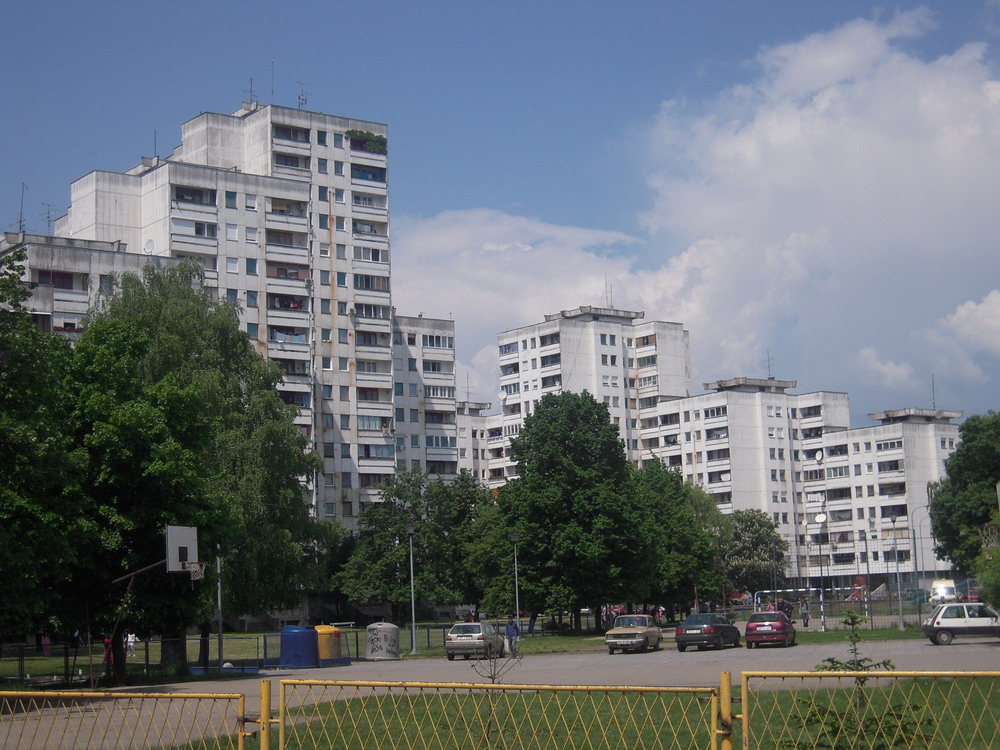
Borik

Le quartier de Borik (Borik I et Borik II), avec ses 11 862 habitants, situé à l'est du Centar, est bordé au sud et à l'ouest par le Vrbas (rive gauche) ; c'est un quartier résidentiel moderne construit pour l'essentiel après le tremblement de terre de 1969, notamment pour accueillir les sans logis ; il abrite également un parc aquatique. Le quartier d'Obilićevo, autrefois connu sous le nom de Mejdan, comptait 19 090 habitants en 1991 ; situé sur la rive droite du Vrbas, il est lui aussi un quartier résidentiel moderne. Sur la même rive droite, figure le quartier de Starčevica (12 738 habitants) et sur la rive gauche ceux de Kočićev vijenac, autrefois appelé Hiseta (7 864 habitants), ou Pobrđe (2 565 habitants). Lauš, qui comptait 10 910 habitants en 1991, est une zone pavillonnaire, organisée autour de son église Saint-Jean-Baptiste. Le quartier de Paprikovac est une zone résidentielle constituée de pavillons et de petits immeubles ; le centre médical de Banja Luka y est situé. Un autre quartier historique de la ville est celui de Petrićevac, dont le centre est l'église des Saints-Apôtres-Pierre-et-Paul.

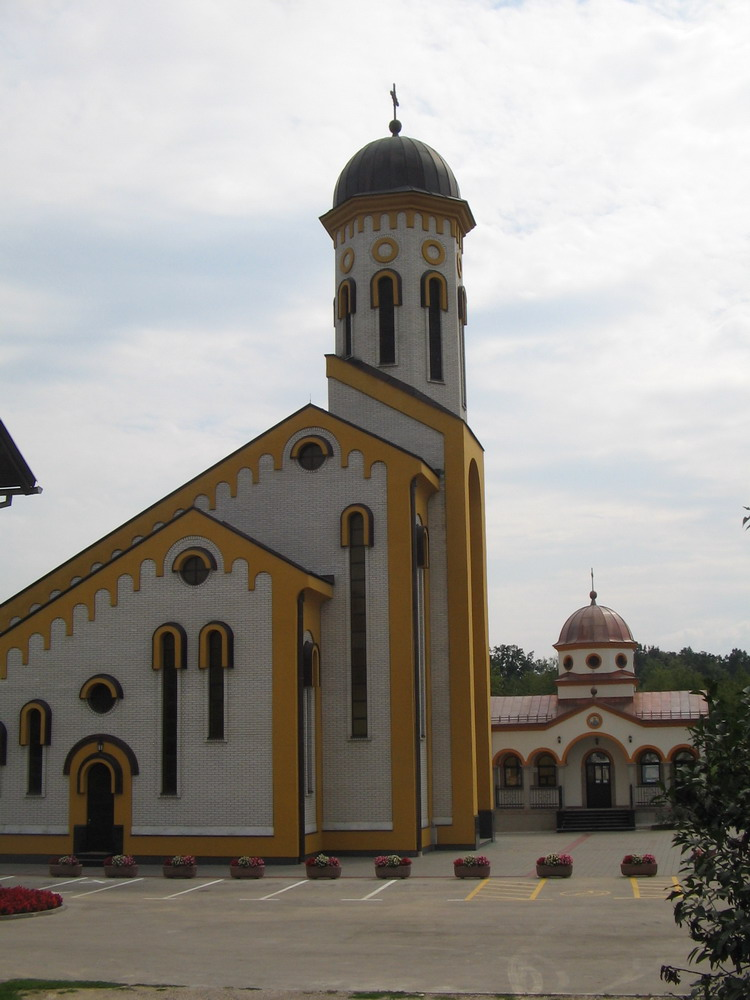
L'église de Drakulić

Banja Luka est entourée d'un certain nombre de faubourgs, un peu plus éloignés du centre-ville. Au Sud-Est se trouve celui de Rebrovac, où se trouvent notamment les bâtiments de l'usine Krajina GP Banja Luka l'une des plus importantes de la ville. Vrbanja située à 6 km à l'est du centre de Banja Luka et est traversée par deux voies de communication importantes : la voie ferrée Banja Luka - Doboj et la route nationale M4 (Banja Luka - Kotor Varoš- Doboj). Le faubourg de Srpske Toplice, qui, avant la guerre de Bosnie-Herzégovine portait le nom de Šeher Donji et Gornji Šeher, est un des cœurs historiques de la ville remontant à l'époque ottomane, de même que l'actuel faubourg de Novoselija, qui, avant les destructions de 1993, comptait trois mosquées construites aux XVIe et XVIIe siècles. Le faubourg de Banj brdo, situé au sud de Banja Luka, est une colline boisée qui domine la ville. Toujours à l'est, s'étend le faubourg de Česma ; qui, à l'ouest de son territoire, reçoit la confluence des rivières Vrbas et Vrbanja. Le faubourg de Trapisti est essentiellement constitué d'un parc forestier. Au nord de Banja Luka se trouve le faubourg de Lazarevo, autrefois connu sous le nom de Budžak (Буџак) ; ce faubourg était autrefois un village indépendant, aujourd'hui intégré à Banja Luka ; après le tremblement de terre de 1969, de nombreux logements provisoires ont été construits à Lazarevo, ce qui lui vaut aujourd'hui le surnom de « ville des baraques ». Parmi les autres faubourgs les plus importants de la Ville, on peut citer ceux de Srpski Milanovac (Tunjice), Zalužani et Priječani. Un autre faubourg de Banja Luka, Trn, est situé dans la municipalité de Laktaši.

### Localités de la ville de Banja Luka

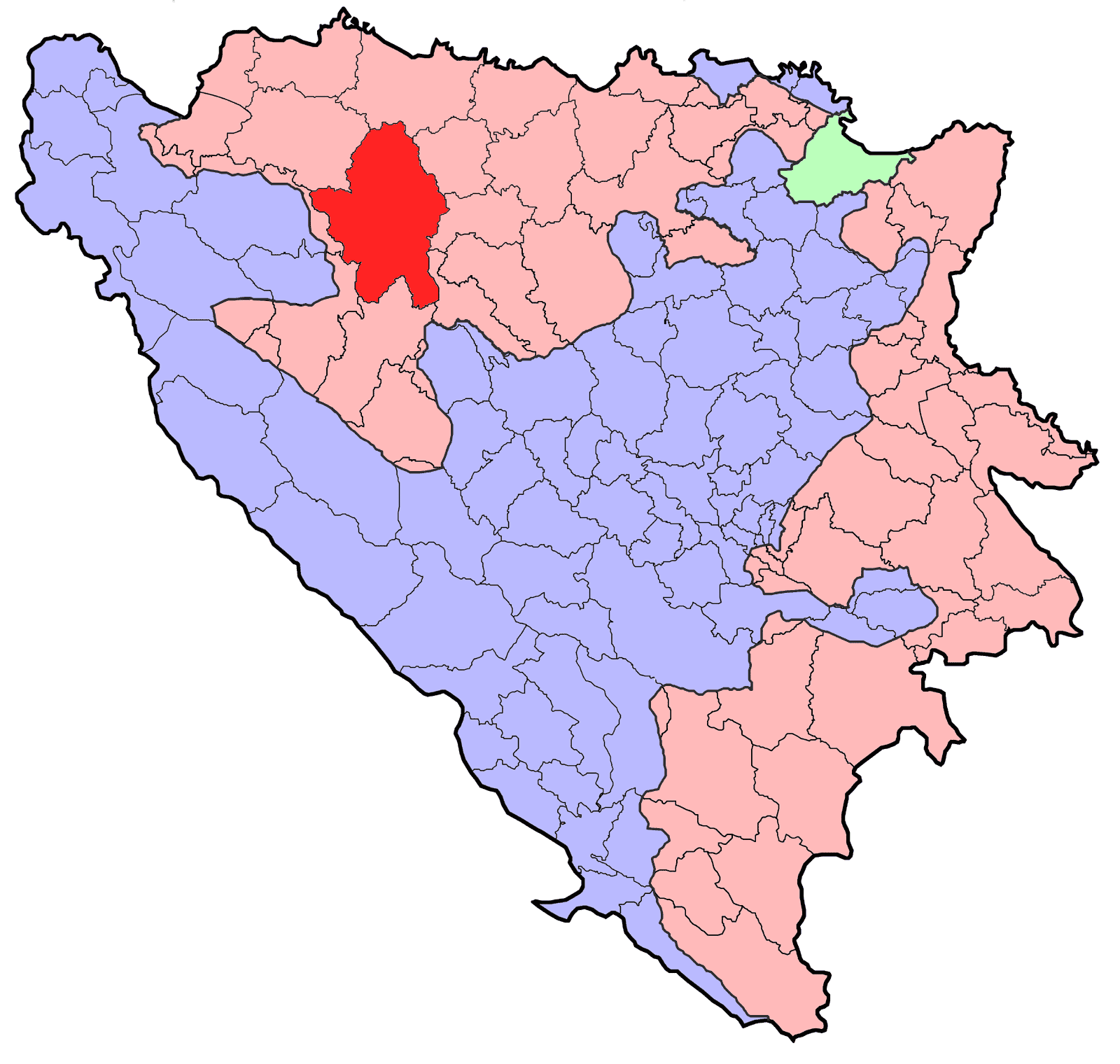
Localisation de la municipalité de Banja Luka en Bosnie-Herzégovine

En 1991, la municipalité de Banja Luka comptait 54 localités :
| - Agino Selo - Banja Luka - Barlovci - Bastasi - Bistrica - Bočac - Borkovići - Bronzani Majdan - Cerici - Čokori - Debeljaci - Dobrnja - Dragočaj - Drakulić | - Dujakovci - Goleši - Jagare - Kmećani - Kola - Kola Donja - Krmine - Krupa na Vrbasu - Kuljani - Lokvari - Lusići - Ljubačevo - Melina - Motike | - Obrovac - Pavići - Pavlovac - Pervan Donji - Pervan Gornji - Piskavica - Ponir - Potkozarje (Ivanjska) - Prijakovci - Priječani - Prnjavor Mali - Radmanići - Radosavska - Ramići | - Rekavice - Slavićka - Stratinska - Stričići - Subotica - Šargovac (Srpski Milanovac) - Šimići - Šljivno - Verići - Vilusi - Zalužani - Zelenci |

### Administration municipale

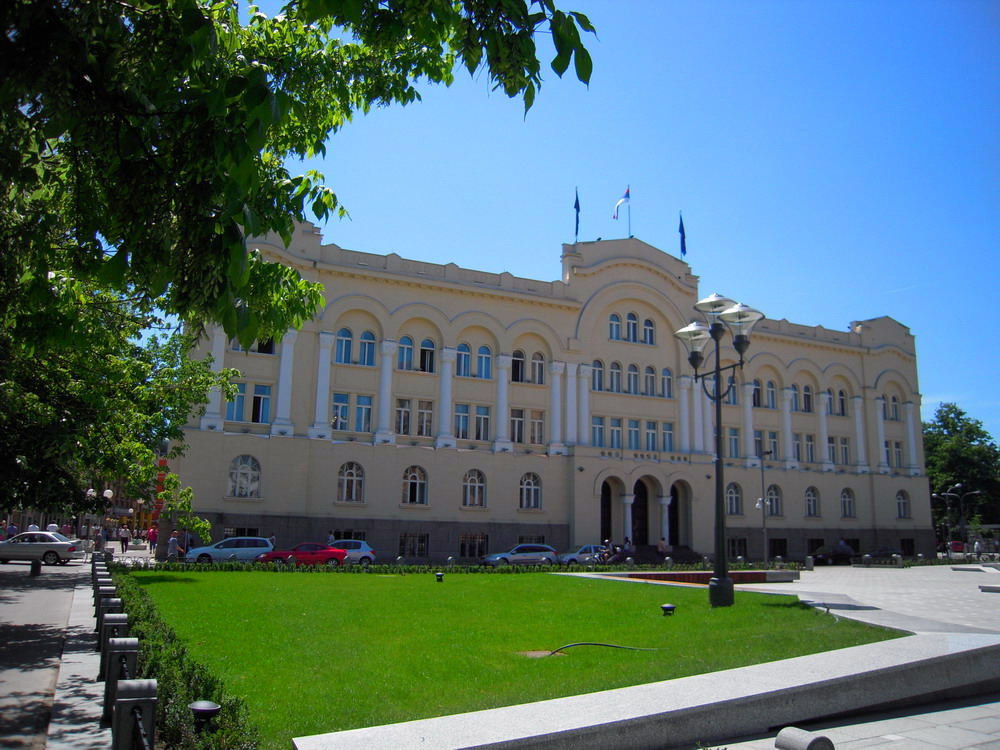
Le Palais municipal

Les fonctions de chacune des institutions municipales sont définies par le statut de la ville de Banja Luka (en serbe cyrillique : Статут Града Бања Лука ; en serbe latin : Statut Grada Banja Luka).
En tant que ville, Banja Luka possède un maire (en serbe : gradonačelnik) élu pour quatre ans au suffrage universel direct ; il est assisté dans ses fonctions par un maire adjoint (zamjenik gradonačelnika) qui le remplace en cas d'absence prolongée. En tant que chef de l'exécutif, le maire propose des décisions à l'Assemblée de la ville, il lui soumet un budget, veille à l'exécution des décisions de l'Assemblée mais aussi coordonne les relations avec les autres villes ou municipalités du pays et s'occupe des relations internationales. Depuis décembre 2020, le maire est Draško Stanivuković.
Le pouvoir législatif est représenté par l'Assemblée de la ville (Skupština Grada), élue pour quatre ans en même temps que le maire. Elle est composée de 31 membres, ainsi répartis :
| Parti                                                      | Sièges |
| ---------------------------------------------------------- | ------ |
| Alliance des sociaux-démocrates indépendants (SNSD)        | 15     |
| Parti du progrès démocratique (PDP)                        | 5      |
| Alliance démocratique nationale (DNS)                      | 3      |
| Parti socialiste (SPRS)                                    | 2      |
| Parti démocratique national (NDS)                          | 2      |
| Parti démocratique serbe (SDS)                             | 1      |
| Parti radical serbe de la république serbe de Bosnie (SRS) | 1      |
| Minorités nationales                                       | 1      |
| Députés indépendants                                       | 1      |

## Démographie
Aucun recensement général n'a été effectué en Bosnie-Herzégovine depuis 1991. Sous la pression de l'Armée de la république serbe de Bosnie, de nombreuses populations musulmanes et catholiques ont quitté le secteur de Banja Luka au moment de la guerre de Bosnie-Herzégovine[réf. nécessaire], tandis qu'environ 65 000 réfugiés serbes en provenance de Croatie sont parallèlement venus s'y installer à la suite de l'épuration ethnique de la région de la Kninska Krajina pendant l'opération Tempête en 1995[réf. nécessaire]. De ce fait, les données de 1991 sont à considérer avec prudence et comme ayant sans doute une valeur historique. La catégorie Musulmans, encore juridiquement valide en Serbie, en Slovénie, en république serbe de Bosnie, au Monténégro, en Macédoine et en Croatie désigne essentiellement des populations slaves de tradition musulmane ; ils se désignent aujourd'hui pour la plupart comme des Bosniaques. Une autre catégorie de recensement mérite un commentaire : les Yougoslaves regroupaient les citoyens qui refusaient de se reconnaître dans une catégorie ethnique ou religieuse et sans doute attachés à l'idée d'un regroupement des peuples divers dans l'entité yougoslave[réf. nécessaire].

#### Répartition de la population dans Banja Luka intra muros (1991)

Répartition de la population par nationalités dans Banja Luka en 1991

### Ville de Banja Luka (ex-municipalité)

#### Évolution historique de la population dans la ville
| 1971    | 1981    | 1991    |
| ------- | ------- | ------- |
| 158 736 | 183 618 | 195 692 |

#### Répartition de la population par nationalités dans la ville (1991)
En 1991, sur un total de 195 692 habitants, la population de la zone métropolitaine de Banja Luka comptait une majorité de Serbes (54,59 %), avec d'importantes minorités de Croates (14,83 %) et de Musulmans/Bosniaques (14,59 %) ; ceux qui refusaient de se reconnaître dans une catégorie ethnique ou religieuse se définissaient comme Yougoslaves et représentaient 12,09 % de la population, :

Répartition de la population par nationalités dans la ville de Banja Luka en 1971
Répartition de la population par nationalités dans la ville de Banja Luka en 1991

## Religions

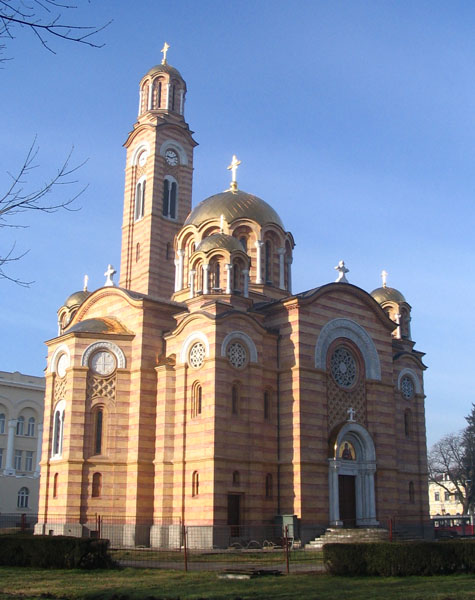
La cathédrale orthodoxe serbe du Christ-Sauveur

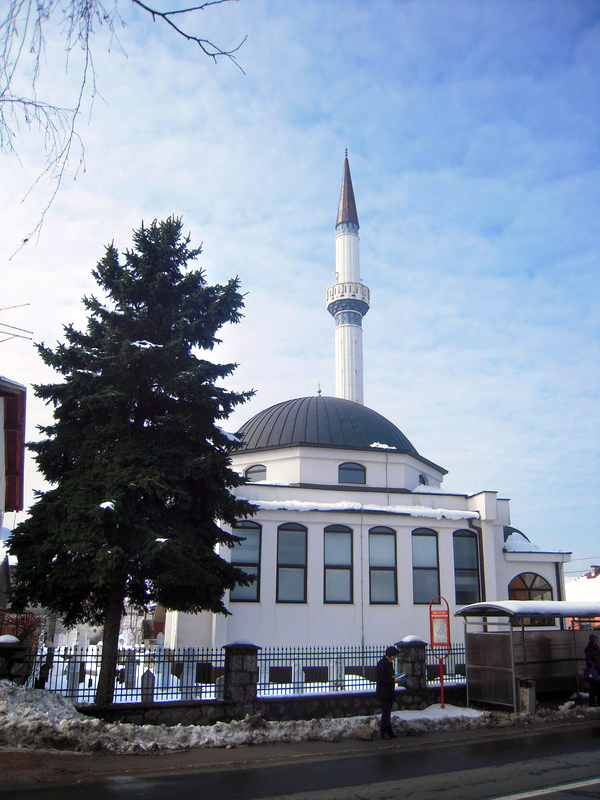
La nouvelle mosquée de Vrbanja, 2010.

Banja Luka est le siège de l'éparchie de Banja Luka, une subdivision de l'Église orthodoxe serbe. Cette éparchie, ou « diocèse » (en serbe cyrillique : епархија ; en serbe latin : eparhija), est actuellement dirigée par l'évêque Jefrem. Son territoire, plus vaste que celui de la Ville, est divisé en dix gouvernorats (намјесништва/namjesništva) : Banja Luka, Gradiška, Zmijanje, Kotor Varoš, Laktaši, Jajce-Mrkonjić Grad, Poun, Prijedor, Prnjavor et Srbac. Chacun de ces gouvernorats est lui-même subdivisé en paroisses (парохије/parohije). Le secteur de Banja Luka s'étend sur deux gouvernorats, celui de Banja Luka proprement dit et celui de Zmijanje, qui comptent respectivement 23 et 12 paroisses,. Les églises orthodoxes, dont la cathédrale du Christ-Sauveur et les monastères orthodoxes serbes relève de l'éparchie de Banja Luka. Deux monastères se trouvent sur le territoire de Banja Luka, Gomionica et Kurpa na Vrbasu ; trois autres fondations religieuses sont situées sur le territoire de l'éparchie, Liplje, Moštanica et Stuplje.
La ville est également le siège du diocèse catholique de Banja Luka (en croate : Banjalučka biskupija), créé le 5 juillet 1881 par la bulle Ex hac augusta du pape Léon XIII. Il est suffragant de l'archidiocèse de Vrhbosna et, depuis 1985, il est administré depuis 2023 par Željko Majić, qui succédé alors à Franjo Komarica. La ville abrite la cathédrale catholique romaine Saint-Bonaventure. Une première cathédrale a été construite entre 1885 et 1887 dans un style néogothique mais, détruite lors du tremblement de terre de 1969, elle a été remplacée par un édifice moderne bâti en 1972 et 1973, avec un clocher érigé en 1990 ; elle a été dédicacée en 2001, lors du 120e anniversaire de l'établissement du diocèse. Le diocèse est divisé en cinq paroisses : la paroisse de la Visitation de la Sainte Vierge Marie à Banja Luka, la paroisse Saint-Antoine à Petrićevac, la paroisse Sainte-Thérèse de l'enfant Jésus à Presnače, la paroisse de l'Assomption de la Sainte Vierge Marie à Trapisti et la paroisse de Budžak (aujourd'hui Lazarevo). À la suite des événements survenus lors de la guerre de Bosnie-Herzégovine, la population catholique de Banja Luka et de sa région est en nette diminution. En dehors de la cathédrale, deux églises seulement subsistent aujourd'hui : l'église de la Visitation-de-la-Sainte-Vierge-Marie et la grande église de l'Assomption-de-la-Sainte-Vierge-Marie, qui sert à la fois d'église pour les moines trappistes et pour les fidèles de la paroisse ; d'autres églises, détruites en 1995, sont en cours de reconstruction. Divers ordres religieux sont présents sur le territoire de la ville comme les franciscains à Petrićevac, les trappistes à Delibašino Selo, les sœurs de la charité de Saint-Vincent de Paul à Banja Luka et les sœurs adoratrices du sang du Christ à Budžak. En 2003, Banja Luka a reçu une visite pastorale du pape Jean-Paul II. Parmi les autres communautés chrétiennes, on peut citer la présence dans la ville de l'Église grecque-catholique ukrainienne ou de l'Église adventiste.
Avant la guerre de Bosnie-Herzégovine, la communauté musulmane représentait entre 14 et 19 % de la population de Banja Luka. En 1993, de nombreuses mosquées de la ville ont été détruites et une grande partie de la population musulmane s'est installée dans la fédération de Bosnie-et-Herzégovine[réf. nécessaire]. Aujourd'hui les musulmans sont dirigés par le mufti de Banja Luka, Ehem efendi Čamdžić, qui dépend du riyasat de Bosnie-Herzégovine dont la plus haute autorité est Mustafa Cerić, le grand mufti (reis-ul-ulema) de Bosnie,. Avant la guerre, la ville comptait 16 mosquées, toutes détruites en 1993 ; sept d'entre elles sont aujourd'hui en reconstruction.

## Culture

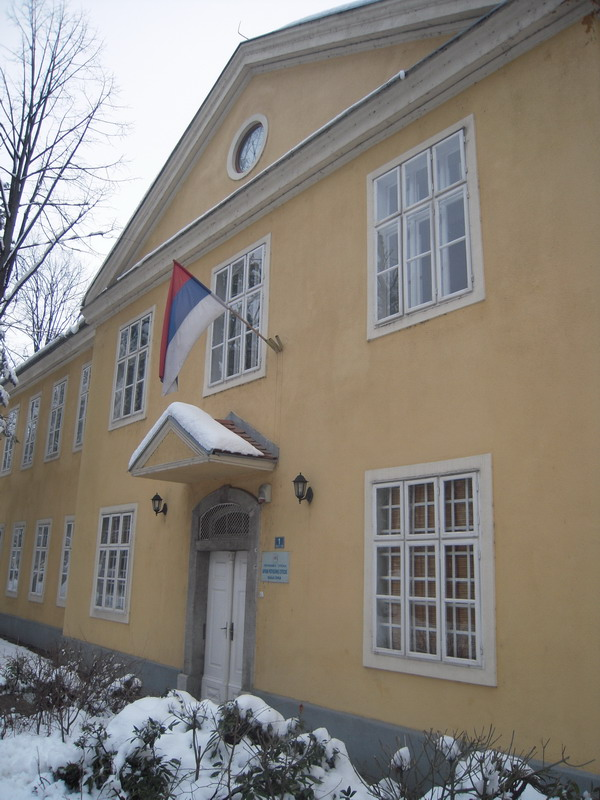
Les Archives de la République serbe

Banja Luka est le siège de l'Académie des sciences et des arts de la République serbe (en serbe cyrillique : Академија наука и умјетности Републике Српске ; en abrégé : ANURS) ; cette institution culturelle nationale fondée en 1996 est composée de quatre départements : sciences sociales, art et littérature, sciences mathématiques, naturelles et techniques et sciences médicales. La ville accueille aussi la Bibliothèque nationale et universitaire de la République serbe, dont l'origine remonte à 1935 et les Archives de la République serbe créées en 1992. Le musée de la République serbe a été créé en 1930 sous le nom de musée de la Banovine du Vrbas ; il possède environ 30 000 pièces réparties en cinq départements : archéologie, histoire, ethnologie-ethnographie, histoire de l'art et science ; il dispose aussi d'une bibliothèque comptant 14 000 ouvrages. Le musée d'art moderne de la République serbe, quant à lui, remonte à 1971 ; il présente notamment des collections de peintures, sculptures, dessins et aquarelles, soit en tout environ 1 300 œuvres, pour l'essentiel créées dans la seconde moitié du XXe siècle.

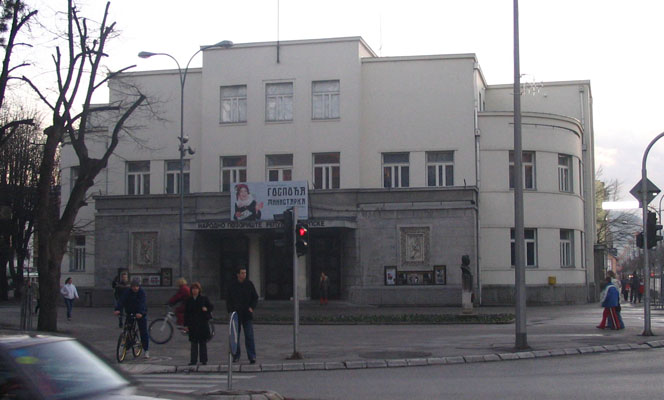
Le Théâtre national de la République serbe

Le Théâtre national de la République serbe, fondé le 2 septembre 1930 sous le nom de Théâtre national de la Banovine du Vrbas, est une des grandes institutions culturelles de la ville ; il dispose d'une troupe de 25 acteurs et de deux salles : la grande salle et la salle Petar Končić. Chaque année, en juin, il organise un festival de théâtre appelé TeatarFest Petar Kočić et il participe également à divers festivals à l'extérieur de la Bosnie-Herzégovine ; il était représenté au JoakimFest de Kragujevac (Serbie) en 2007 et 2009 et aussi au JoakimInterFest de la même ville en 2007 et 2008. Banja Luka possède également un théâtre pour enfants (Дјечије позориште Републике Српске) créé en 1955 et qui présente notamment des spectacles de marionnettes ; depuis 2002, il organise un Festival international des théâtres pour enfants, et participe lui-même à de nombreux festivals à l'étranger.

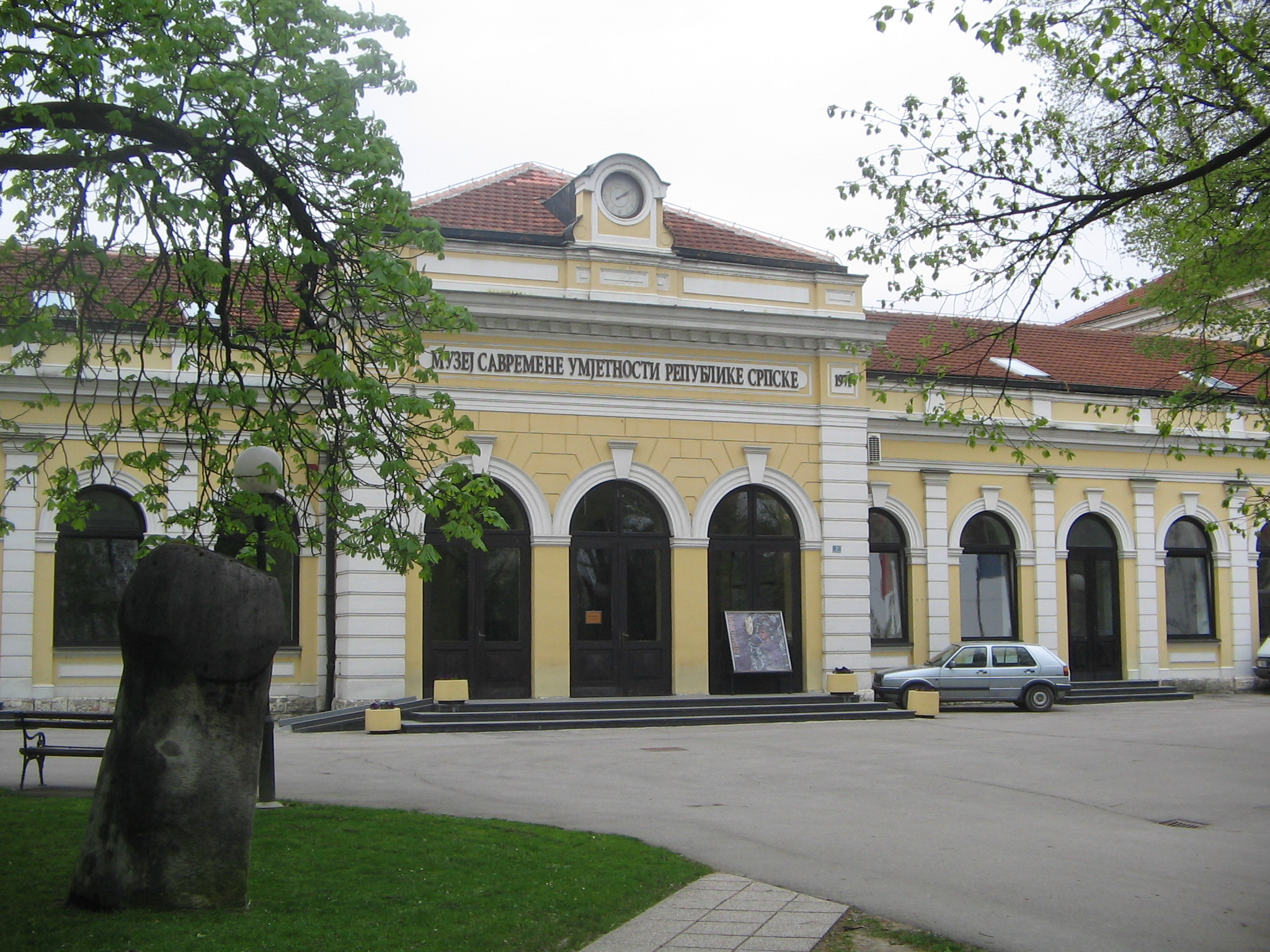
Le musée d'art moderne de la République serbe

Banja Luka accorde une importance particulière au cinéma. Chaque année, elle accueille plusieurs manifestations, comme le Festival international du film d'animation ; créé en 1971, il est soutenu par le ministère de la Culture de la république serbe de Bosnie et organisé par l'Association pour les arts visuels Fenix Art,. En coopération avec la ville, l'Institut du film de Banja Luka organise également un Festival international du film (en serbe : Banjalučki Internacionalni Filmski Festival ; en abrégé : BLIFF), ainsi que le Festival international du court métrage Kratkofil ; en 2009, pour sa troisième édition, ce festival avait comme slogans : « Le film bon marché sauvera le monde » et « L'avenir du film se trouve dans les petits budgets ».
Parmi les autres institutions culturelles, on peut citer le centre culturel Banski dvor (Kulturni centar Banski dvor) ou le centre culturel Geto. Ville à la population diverse, Banja Luka est le siège d'un Centre culturel croate (Hrvatski Kulturni Centar ; en abrégé : HKC) et d'une Association des minorités nationales de la République serbe (Savez nacionalnih manjina Republike Srpske). De nombreuses associations animent la vie culturelle de Banja Luka, comme les associations folkloriques Masleša (Folklorni ansambl Masleša) et Čajavec (Folklorni ansambl Čajavec), créé en 1952, la Société culturelle et éducative ukrainienne Taras Ševčenko (Kulturno-prosvjetno udruženje Ukrajinaca Taras Ševčenko) ou l'orchestre de percussions de Banja Luja (Tamburaški orkestar Banja Luka), ainsi que le chœur Jedinstvo.
Sur le plan international, Banja Luka dispose d'un centre culturel français et d'un American Corner, qui a ouvert ses portes le 2 décembre 2005 et est hébergé dans les locaux de la Bibliothèque nationale et universitaire de la République serbe.

## Architecture
Le plus ancien édifice de Banja Luka est la forteresse Kastel. Sans doute d'origine romaine, cet ensemble militaire a été réorganisé après la conquête ottomane ; renforcée de 1712 à 1714 par Numan-pacha Ćuprilić et agrandie dans l'esprit des travaux de Vauban, la forteresse a pris la forme d'un trapèze allongé, avec des murailles, des bastions et des tours, tandis que la partie occidentale fut entourée de douves.

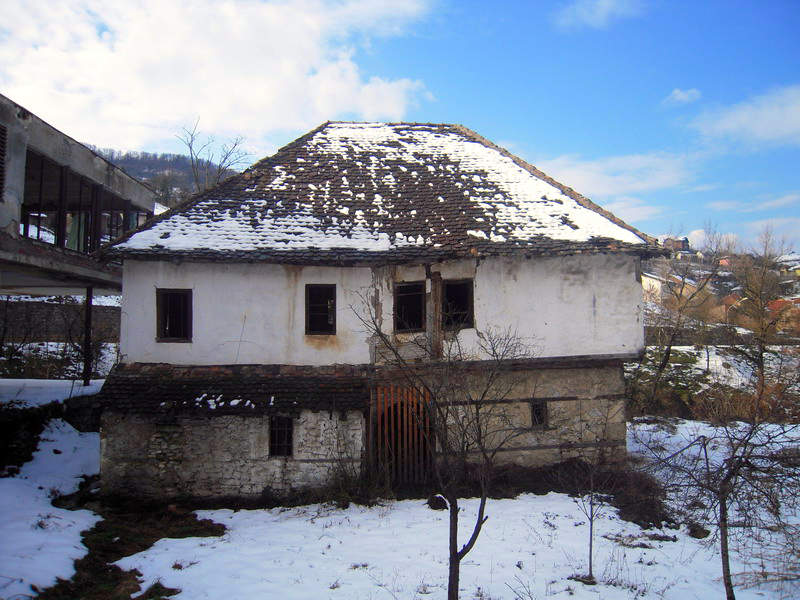
La maison Šeranić

La période ottomane est d'abord marquée par les constructions de Ferhat-pacha Sokolović, qui fut bey du pachalik de Bosnie à partir de 1574. Ce dignitaire fit construire 216 édifices dans la ville entre 1579 et 1587, comme la mosquée Ferhadija, ainsi nommée en son honneur et qui fut construite en 1579, sans doute par un élève de l'architecte Mimar Sinan, le créateur du style classique ottoman, ; détruite en 1993, cette mosquée est aujourd'hui en cours de reconstruction ; à proximité s'élevait une tour de l'horloge (en bosnien : sahat kula), caractéristique de l'architecture ottomane dans les Balkans. L'autre mosquée importante de la ville est la mosquée Arnaudija, commanditée par Hasan defterdar, le ministre des Finances du pachalik de Bosnie et édifiée en 1594 et 1595 ; cette construction s'inscrivait dans le plan de Ferhat-pacha d'urbaniser la partie basse de la ville actuelle de Banja Luka, le long de la route qui menait de la colline de Lauš à la rivière Vrbas. D'autres édifices datent de cette période, comme la mosquée de Behram-beg, construite à la fin du XVIe siècle ou au début du XVIIe siècle dans l'actuel faubourg de Novoselija, la mosquée de Gazanfer-bey (ou Gazanferija), datant de 1578. La mosquée de Mehdi-bey Imamović, située dans le quartier de Hiseta (aujourd'hui Kočićev vijenac) et construite au début du XVIIe siècle. La mosquée de Potok, située près de la ville, date elle aussi de 1630 et la mosquée de Hadži Zulfikar (ou Tulekova) a été édifiée en 1760. La ville abrite de nombreux turbes (tombeaux ottomans), comme celui de Halil-pacha, originaire de Lijevčanin, près de Banja Luka, successeur de Fehrat-pacha et amiral de la flotte turque. Quelques demeures de dignitaires ou de riches particuliers subsistent encore de cette période, comme la maison du pacha Đumišić, la maison Kapidžić, qui remonte à la fin du XVIIIe siècle ou au début du XIXe siècle ou la maison Šeranić, construite à la fin du XVIIIe siècle.

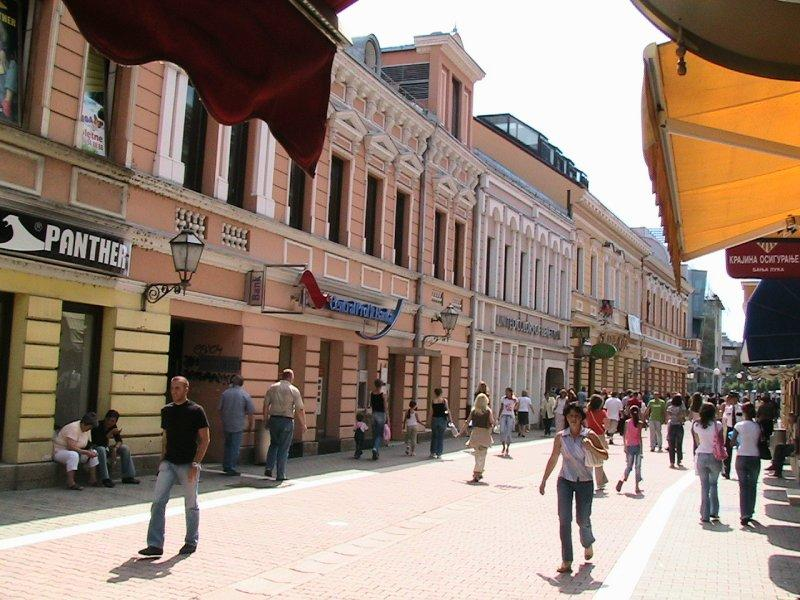
La rue Gospodska

De nombreux édifices remontent à la période austro-hongroise de l'histoire de Banja Luka. La maison impériale (en serbe : Carska kuća), située au centre-ville, a été construite entre 1878 et 1883, avec des murs de briques enduits de mortier et peints typique de l'architecture d'Europe centrale ; elle abrite aujourd'hui les Archives de la République serbe. L'ancienne gare de Banja Luka, construite à la fin du XIXe siècle abrite aujourd'hui le musée d'art moderne de la République serbe de la ville. De cette époque la ville conserve plusieurs ensemble architecturaux, notamment ceux des rues Kralja Petra et Mladena Stojanovića ; la rue Kralja Petra, l'artère principale du centre-ville, avec ses arbres plantés en 1882, est bordée de belles villas ; on y trouve aussi une petite gare datant de la même époque et aujourd'hui transformée en restaurant. La rue Gospodska, l'une des plus pittoresques de Banja Luka, possède de nombreuses maisons construites au tournant des XIXe et XXe siècles ; elle est devenue une rue piétonne dotée de boutiques élégantes et, par excellence, le lieu de rendez-vous de la ville.

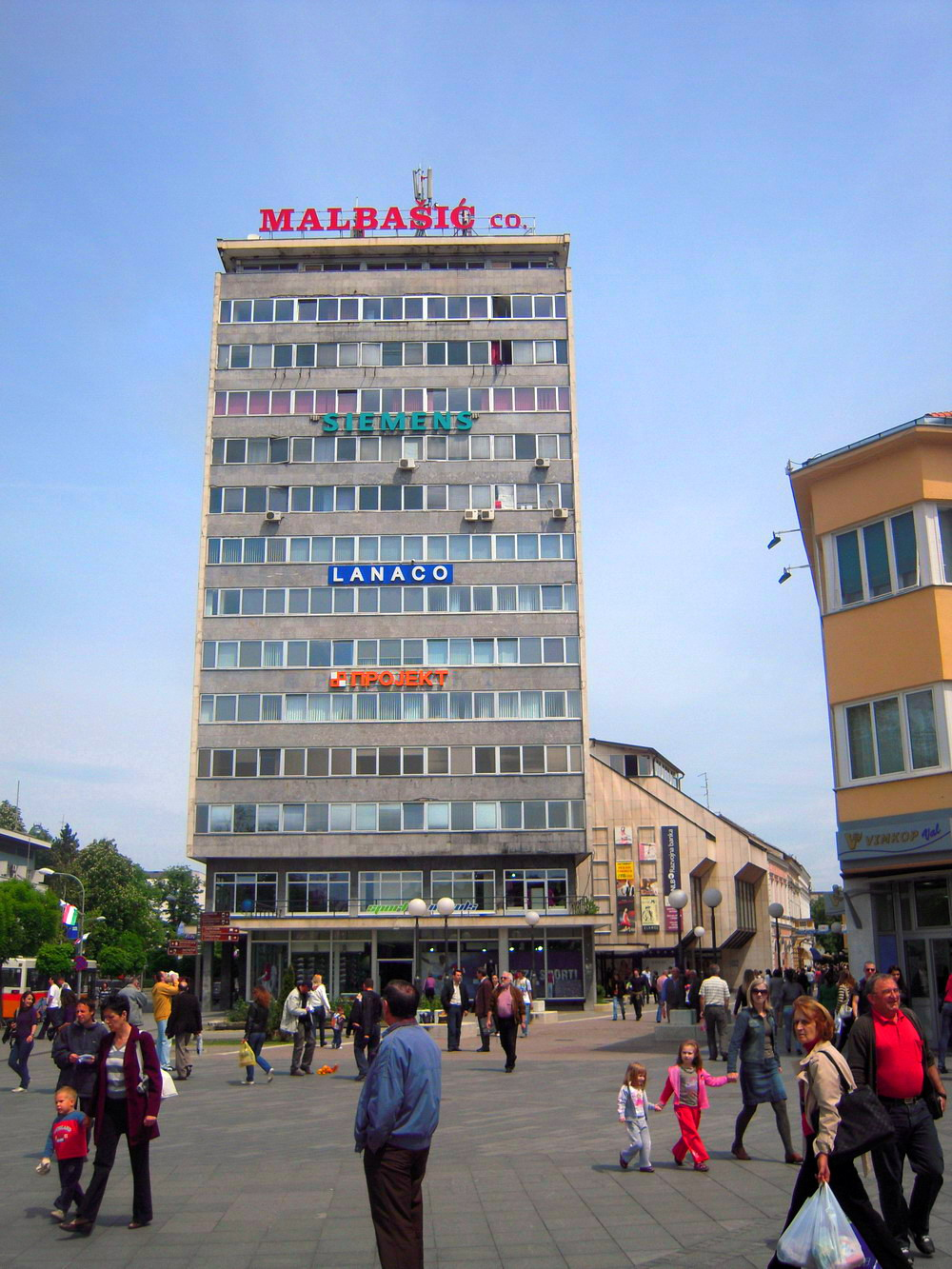
Le Čajavčev neboder

L'architecture de la première moitié du XXe siècle est bien représentée dans la ville. L'église abbatiale Sainte-Marie-de-l'-Étoile, encore connue sous le nom d'église de la Visitation de la Sainte-Vierge-Marie, est située dans le faubourg de Delibašino Selo ; elle fait partie de l'ensemble cistercien (trappiste) associé au nom du moine Franz Pfanner ; édifiée en 1925 et 1926, agrandie en 1928, elle est caractéristique d'une architecture néo-cistercienne ; elle abrite des peintures, des sculptures, ainsi que du mobilier liturgique et une bibliothèque de grande valeur. Les années 1930 furent particulièrement fécondes sur le plan architectural, notamment sous l'impulsion du ban Svetislav Milosavljević, qui voulut construire des bâtiments prestigieux pour héberger le pouvoir et l'administration de la Banovine du Vrbas, nouvellement créée au sein du royaume de Yougoslavie. Deux édifices importants furent édifiés à son initiative : le Banski dvor et l'actuel Palais municipal ; ces deux édifices, construits parallèlement en 1931 et 1932, sont caractéristiques d'un mélange d'architecture néorenaissance et d'architecture néoclassique, avec des influences de l'architecture médiévale et l'architecture traditionnelle serbe. De nombreuses autres réalisations datent de cette époque, dans un style moins éclectique, notamment influencé par le Bauhaus, comme l'actuel théâtre national de la République serbe, construit en 1933 et 1934, ou l'actuel palais de la République serbe, construit en 1936 pour la Banque hypothécaire de la ville et qui sert aujourd'hui de résidence au président de la république serbe de Bosnie.
Après la Seconde Guerre mondiale, à l'époque de la république fédérale socialiste de Yougoslavie, Banja Luka a vu s'édifier un certain nombre de bâtiments caractéristiques de l'architecture brutaliste et du réalisme socialiste, ainsi qu'en atteste le Čajavčev neboder, une tour de béton gris qui domine la place de la Krajina, au centre de la ville. La dernière partie du XXe siècle est, elle, marquée par la construction d'édifices résolument contemporains, comme la cathédrale catholique Saint-Bonaventure (années 1970) ou le Centre administratif du gouvernement de la République serbe, construit entre 2005 et 2007 en verre et en acier. En revanche, la cathédrale orthodoxe du Christ-Sauveur, édifiée entre 1993 et 2009 sur les vestiges d'églises plus anciennes, est caractéristique de l'architecture néo-byzantine ; ses murs sont constitués d'une couche extérieure de travertin rouge et jaune en provenance de Mésopotamie, renforcée de béton et de briques et son dôme est constitué d'acier recouvert d'or ; le dôme s'élève à une hauteur de 22,5 m et le clocher de l'église atteint 47 m ; cette cathédrale a été consacrée en mai 2009.

## Tourisme

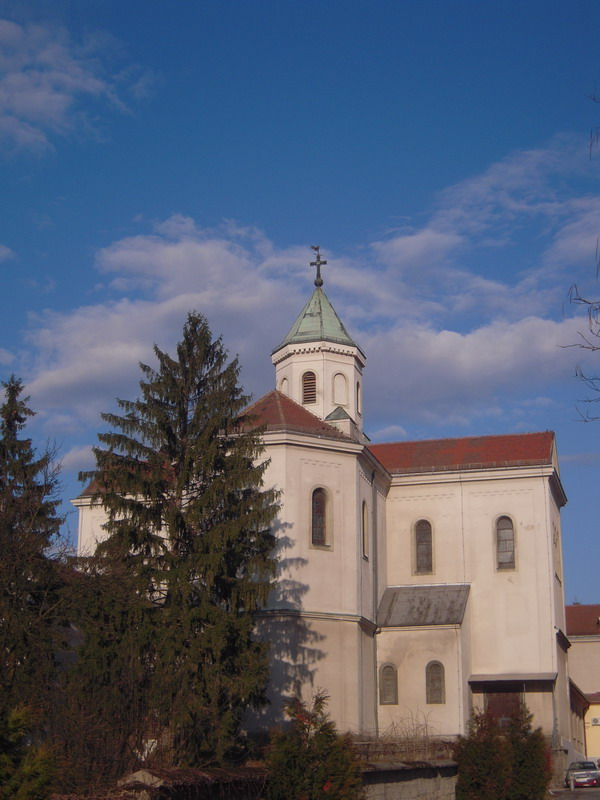
L'église abbatiale Sainte-Marie-de-l'Étoile

En plus de ses musées et de son architecture, Banja Luka possède un certain nombre de sites qui peuvent être appréciés des touristes.
La ville est réputée pour ses nombreux espaces verts, comme les parcs Mladen Stojanović et Petar Kočić. Le faubourg de Banj brdo est situé sur une colline qui s'élève à une altitude de 431 m, au sud du centre-ville, sur la rive droite du Vrbas ; cette colline boisée constitue un lieu de promenade pour les habitants de Banja Luka ; le site offre un vaste panorama sur la ville et les hauteurs avoisinantes ; on y trouve le monument aux combattants morts pour la Krajina de Bosnie (1941-1945). Le faubourg de Delibašino Selo (en serbe cyrillique : Делибашино Село), situé à 5 km au nord-est de la Banja Luka, permet de suivre l'évolution industrielle de la ville. Les moines trappistes s'y sont installés en 1869 et y ont fondé un monastère. Ils y ont également construit tout un complexe artisanal et industriel, en fabriquant notamment de la bière, du fromage ou des pâtes alimentaires. L'ensemble était complété par une centrale hydroélectrique, un moulin, une usine de textiles, un atelier d'imprimerie, une briqueterie, une boulangerie etc. Encore aujourd'hui, il est possible de visiter le monastère, la brasserie Banjalučka pivara et le pub Zlatna krigla, « La Chope d'or », ainsi que la vieille centrale hydroélectrique Le zoo de Banja Luka et le parc forestier de Trapisti, situés à proximité, sont des lieux de promenade appréciés des habitants de la ville.

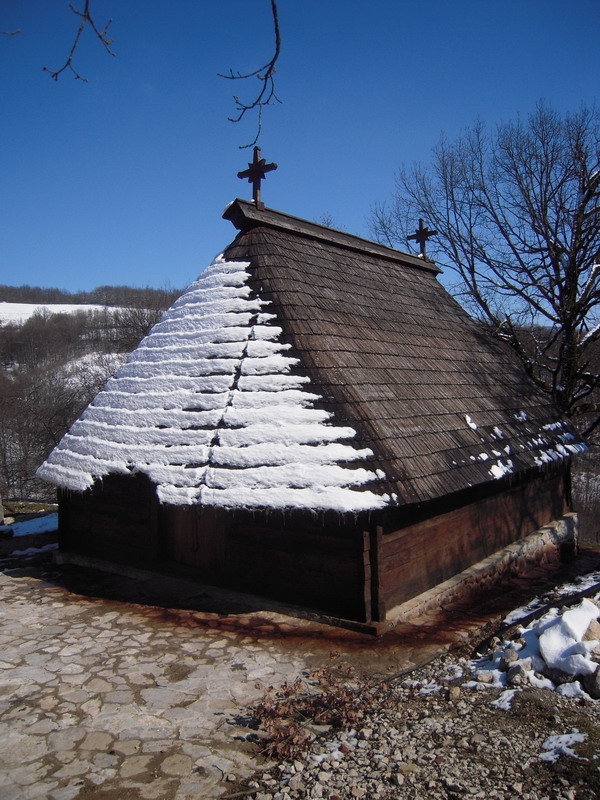
L'église en bois de Tovilovići

Sur le territoire de la ville de Banja Luka un certain nombre d'édifices ont été construits, qui peuvent intéresser les amateurs d'histoire et d'architecture, comme le monastère orthodoxe de Krupa na Vrabsu, dédicacé au prophète Élie ; sans doute fondé en 1317 par des moines venus du monastère de Krupa en Dalmatie, plusieurs fois détruit et reconstruit, il est situé à 25 km de Banja Luka sur la route de Mrkonjić Grad, à proximité des ruines de l'ancienne forteresse médiévale de Greben. Le hameau de Tovilovići, sur le territoire du village de Krupa na Vrbasu, possède une vieille église en bois dédiée à saint Nicolas. Le monastère de Gomionica, quant à lui, dont l'origine remonte au XVe siècle abrite des édifices comme l'église de la Visitation-de-la-Vierge, l'ancien konak du monastère, une partie de l'ancien mur d'enceinte, une ancienne fontaine dans le cimetière monastique et l'ancien cimetière du village. Entre Banja Luka et Jajce se dresse la forteresse de Bočac, construite à la fin du XVe siècle, et, à 10 km au sud de la ville, se trouvent les ruines de la forteresse de Zvečaj, mentionnée pour la première fois en 1404.
Les alentours de Banja Luka offrent toutes sortes de possibilités pour les amis de la nature, comme le Parc national de Kozara, créé en 1967 et propice à la randonnée,. Le site Ramsar du lac de Bardača, sur le territoire de la municipalité de Srbac, est situé à proximité de la ville. La chasse et la pêche figurent parmi les activités sportives développées dans la région. Les eaux de la rivière Vrbas abondent en carpes, brochets et poissons chats. En dehors de sa partie septentrionale, le territoire de la ville de Banja Luka est entouré de collines ou de montagnes couvertes de forêts ; on peut, notamment y chasser des canards sauvages et des oies. La forêt de Trapisti abrite un grand nombre de faisans et de lapins. En plus de la chasse ou de la pêche, la région propose diverses activités sportives comme le rafting, le kayak, le parapente, l'alpinisme ou la spéléologie, particulièrement développés dans les gorges du Vrbas.

## Sport

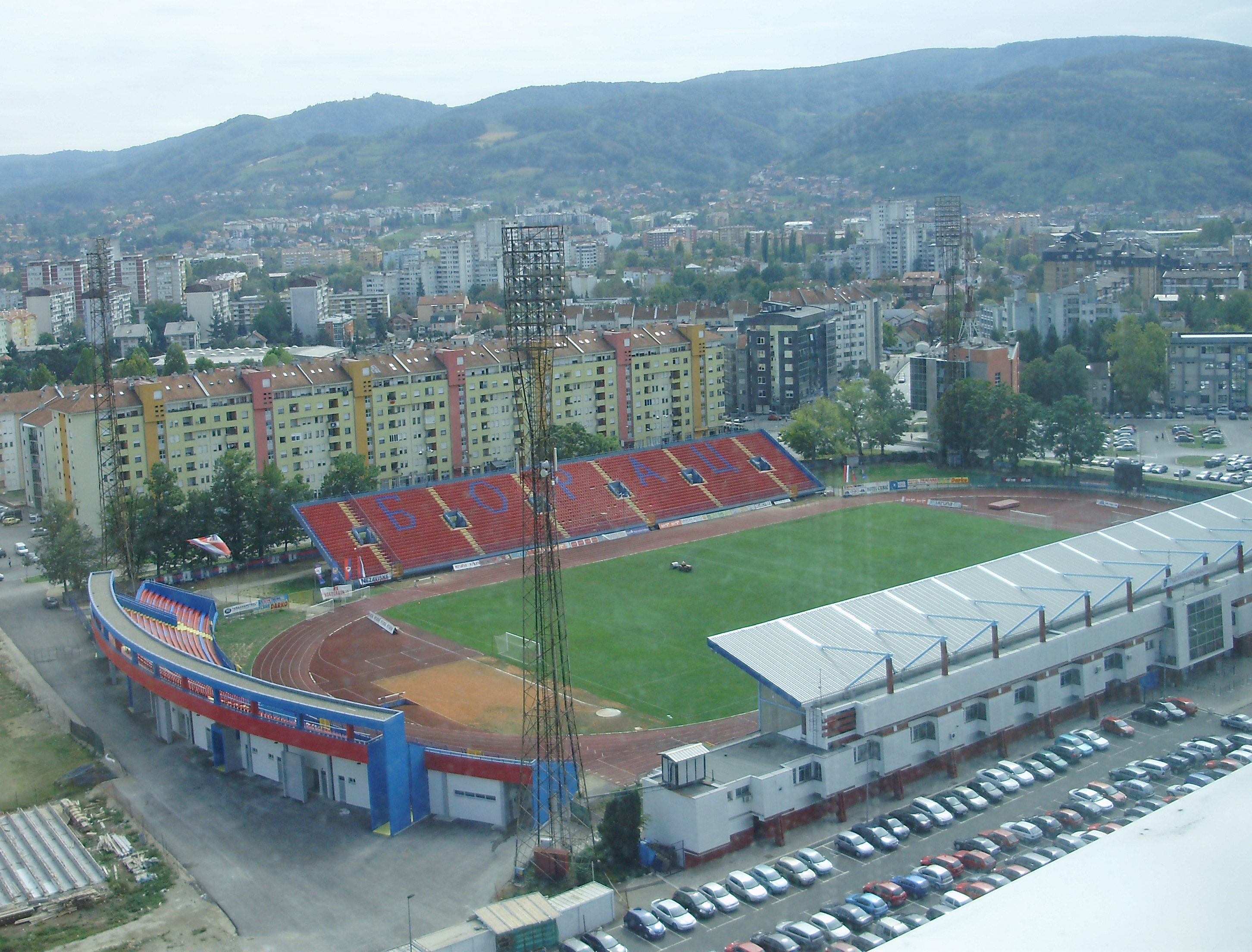
Le Gradski stadion

L'association sportive Borac Banja Luka regroupe quelques-uns des clubs les plus importants de la ville.
Le club de football FK Borac Banja Luka a été créé en 1926 et concourt pour le championnat de Bosnie-Herzégovine de football. Fait également partie de l'association le club de handball RK Borac Banja Luka ; créé en 1950, il a été sept fois vainqueur du championnat de Yougoslavie et certains de ses joueurs, sélectionnés pour les jeux olympiques, ont remporté des médailles d'or à Munich (1972) et à Los Angeles (1984) et une médaille de bronze à Séoul (1988). Le club de basket-ball KK Borac Banja Luka, encore connu sous le nom de KK Borac Nektar, a été créé en 1947. En plus du FK Borac, Banja Luka possède deux autres clubs de football importants, le FK BSK Banja Luka et le FK Omladinac Banja Luka.

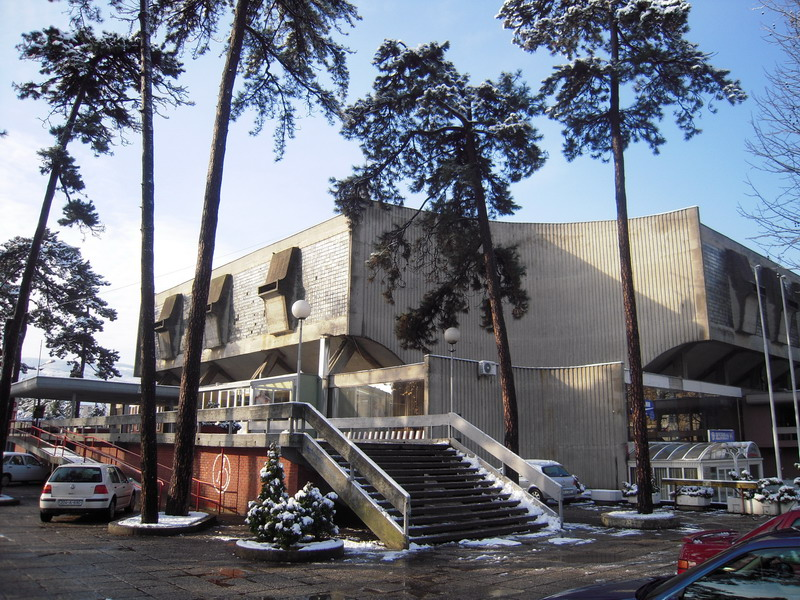
La salle Borik

D'autres sports sont représentés dans la ville. Le Bokserski klub Slavija est un club de boxe fondé en 1960 ; son premier président fut Gojko Krstanović et il a accueilli des sportifs comme Marijan Beneš, Anton Josipović et Radovan Bisić. La ville compte aussi quatre clubs de kick boxing, dont le Kik boks klub Draženko Ninić, ainsi nommé en l'honneur de Draženko Ninić, un sportif, qui vit à Banja Luka et qui a été champion du monde de coup de pied bas (en anglais : low kick) de la WAKO en 2008 et champion du monde de la WKA dans la même discipline en 2009. Le Ronilacki klub BUK Banja Luka, un club de plongée, a commencé ses activités en 1976. Le Motor klub Maršal a été créé en 2001. Banja Luka possède en outre un club de rafting, le Rafting Klub Kanjon, qui organise des activités sportives sur le Vrbas mais qui se préoccupe aussi de l'équilibre écologique de la rivière ; parallèlement à ses activités locales, le club coordonne les activités de la Fédération de rafting de Bosnie-Herzégovine ; dans ce cadre, il a contribué, en coopération avec la municipalité de Banja Luka, à l'organisation des Championnats du monde de rafting 2009 qui se sont tenus dans la ville. Les compétitions se sont déroulées dans les canyons du Vrbas et sur la rivière Tara. D'autres compétitions comme le championnat d'Europe de canoë-kayak slalom 2011 ont eu lieu sur le Vrbas. Le club d'handibasket de la ville, le KKI Vrbas Banja Luka, accueille, pour sa première participation à une coupe d'Europe, la phase finale de l'EuroCup 4 (ou Challenge Cup), en mai 2016 (quatrième division européenne).
Parmi les installations sportives de la ville, on peut citer le Gradski stadion (en serbe cyrillique : Градски стадион), qui sert à l'entraînement et aux matchs du FK Borac ; il dispose d'une capacité de 12 000 places, dont 4 000 assises et 8 000 debout. La Salle Borik (Dvorana Borik) a ouvert ses portes le 20 avril 1974 ; elle est la salle attitrée du RK Borac et du KK Borac mais accueille aussi d'autres manifestations sportives ; elle dispose de 3 000 places assises ; de nombreux événements y sont organisés, concerts, foires ou réunions politiques ; pendant la guerre de Bosnie-Herzégovine, elle a également abrité de nombreux réfugiés. La ville dispose en plus de plusieurs courts de tennis, notamment ceux du parc Mladen Stojanović et de Borik, ainsi que d'un auto-motodrome situé à Zalužani. Une piscine olympique a été inaugurée à Banja Luka le 5 décembre 2009. Depuis 2007, la ville accueille l'arrivée de deux épreuves de cyclisme sur route, classée à l'UCI Europe Tour : Belgrade-Banja Luka I et II.
En juin 2016, la ville accueille les championnats du monde de descente en canoë-kayak.

## Économie

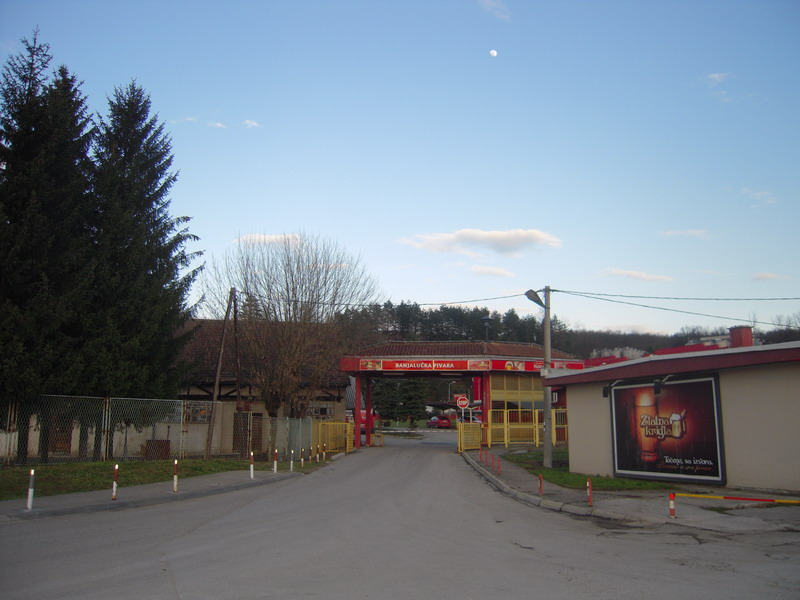
L'entrée de la Banjalučka pivara

À l'époque de la république fédérale socialiste de Yougoslavie, Banja Luka a connu un important essor économique ; en revanche, même si la ville ne fut pas directement touchée par les combats de la guerre de Bosnie-Herzégovine (1992-1995), son économie a été affectée par une importante crise. Après la guerre, et notamment depuis 2000, la cité a renoué avec la croissance, marquée par l'installation de firmes internationales comme Siemens, PepsiCo ou le groupe serbe Delta. La ville a accompagné et prolongé ce mouvement avec la création de trois organismes en 2003 : le Centre pour le développement et la promotion des villages (en serbe : Centar za razvoj i unapređenje sela), l'office du tourisme de la ville de Banja Luka (Turistička organizacija Grada Banja Luka) et l'Agence pour le développement de la ville (Gradska razvojna agencija).
Banja Luka constitue aujourd'hui un centre important de distribution de l'électricité dans la république serbe de Bosnie. La holding Elektroprivreda Republike Srpske (en serbe cyrillique : Електропривреда Републике Српске ; en abrégé ERS), créée en 1992 et dont le siège est à Trebinje, la seconde société du secteur énergétique en Bosnie-Herzégovine après Elektroprivreda Bosne i Hercegovine, possède à Banja Luka une filiale appelée Elektrokrajina Banja Luka, cotée en bourse ; en plus de la distribution d'énergie qui couvre 47 % de la consommation de la république serbe de Bosnie, cette société conçoit et réalise des centrales électriques. Toujours dans le domaine de l'énergie, Elektroprenos Bosne i Hercegovine Banja Luka (en bosnien et en croate : Elektroprijenos Bosne i Hercegovine Banja Luka), distribue de l'électricité en Bosnie-Herzégovine ; la société connecte également les réseaux bosno-herzégoviens avec les réseaux électriques des pays voisins, assurant ainsi l'exportation, l'importation ou le transit de l'énergie.

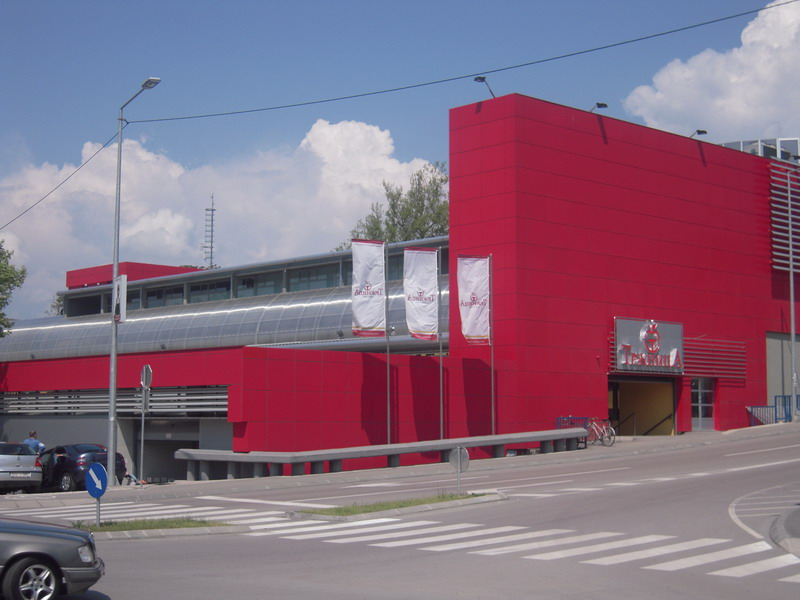
Le centre commercial Tržnica

La métallurgie est représentée par la société Jelšingrad livnica čelika (JLG) créée en 1937 ; elle est spécialisée dans le moulage de pièces en acier dont plus de 90 % sont destinées à l'exportation. La société Krajina GP, quant à elle, travaille dans le secteur de la construction ; elle propose la conception et la réalisation d'immeubles résidentiels, publics ou de structures industrielles mais elle s'occupe aussi de génie civil, avec la construction de ponts et de viaducs ; parmi ses réalisations récentes à Banja Luka, on peut citer le centre hospitalier (Klinički centar) du quartier de Paprikovac, la gare ferroviaire (Željeznička stanica), les usines ou entrepôts de Jelšingrad livnica čelika et de Vitaminka, ou encore le centre commercial Boska ; l'entreprise a également travaillé à la reconstruction de la cathédrale du Christ-Sauveur et elle travaille actuellement à la construction de l'Aleja Centar, un complexe qui mêle des immeubles résidentiels et des immeubles d'affaires.
De nombreuses autres sociétés ont leur siège dans la ville. La Banjalučka pivara, la « Brasserie de Banja Luka », dont l'origine remonte à 1873, produit notamment de la bière vendue sous la marque Nektar. Vitaminka, créée en 1947, est une entreprise du secteur agroalimentaire qui transforme des légumes et des fruits ; son capital est détenu à plus de 75 % par la société suisse Kreis-Industriehandel AG. Srpske Pošte est une société spécialisée dans les services de télécommunication intégrés ; elle propose notamment des services Internet mais aussi des services postaux traditionnels comme le traitement du courrier et des colis ; la société opère à travers un réseau de 262 succursales présentes dans tout le pays. Meridian est une société de transport international de fret, qui propose aussi des services logistiques ; elle dispose de deux entrepôts, l'un à Banja Luka, l'autre à Novi Grad, ainsi que de 13 succursales réparties dans toute la Bosnie-Herzégovine. Čistoća travaille dans le domaine du traitement des déchets urbains, notamment des déchets dangereux, de leur collecte jusqu'à leur élimination. Boska RK travaille dans le secteur du commerce de détail et Tržnica, une autre entreprise commerciale, travaille aussi bien dans le commerce de gros que dans le commerce de détail. Telekom Srpske, qui a son siège à Banja Luka, est un des plus importants opérateurs de télécommunications de Bosnie-Herzégovine, que ce soit pour les téléphones fixes et mobiles ou pour internet ; le capital de la société est détenu à hauteur de 65 % par la compagnie serbe Telekom Srbija,.

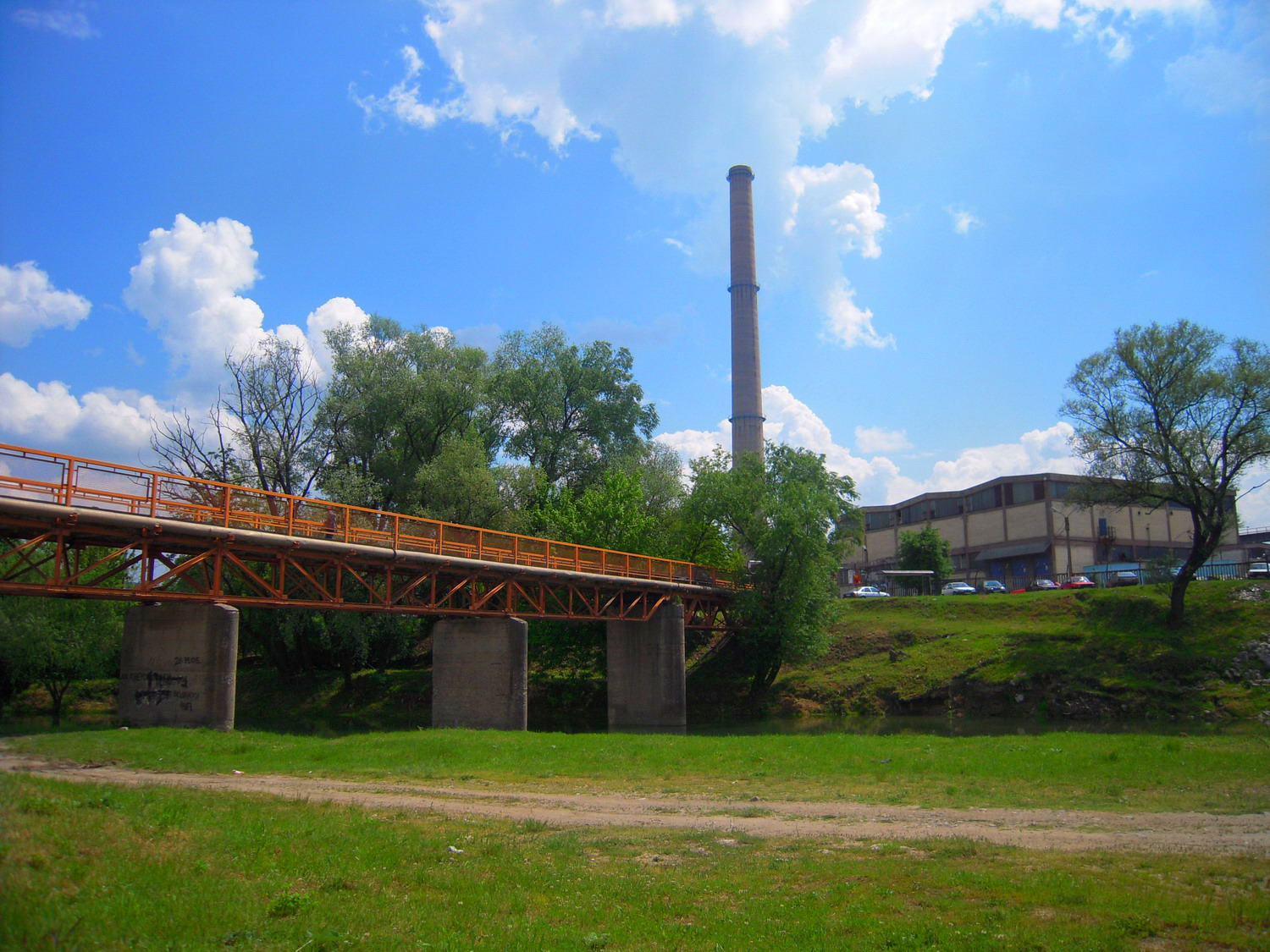
Une entreprise de la holding Incel

La ville est également la place financière principale de la République serbe, notamment avec les sièges de la Banque nationale et de la Bourse de Banja Luka (en serbe cyrillique : Бањалучка берза ; en serbe latin Banjalučka berza) ; son indice principal est le BIRS. Banja Luka est également le siège de nombreuses banques comme Nova banka,, la Balkan Investment Bank, une banque commerciale créée en 2000 et détenue en majorité par des capitaux lituaniens, Hypo-Alpe-Adria Bank, NLB Razvojna banka, Unicredit bank, ou Komercijalna banka, une filiale de la Komercijalna banka Beograd. La ville abrite aussi des compagnies financières de courtage ou des compagnies d'assurances, comme Kosig Dunav osiguranje, créée en 1991 ; son principal actionnaire est Dunav osiguranje Beograd, qui détient 59,47 % de son capital. La société Incel Holding est spécialisée dans l'acquisition, la gestion, l'évaluation et la vente de participations dans d'autres sociétés ; elle gère le portefeuille de six entreprises : Energetika d.o.o. Banja Luka, une entreprise publique travaillant dans le domaine de l'électricité, Viskoza d.o.o. Banja Luka (immobilier et commerce), Celuloza d.o.o. Banja Luka (location de biens immobiliers), Elektroliza d.o.o. Banja Luka (industrie chimique), Industrijske plantaže Banja Luka (exploitation forestière), et Slobodna zona a.d Banja Luka (exploitation de la zone franche de la ville).

## Médias

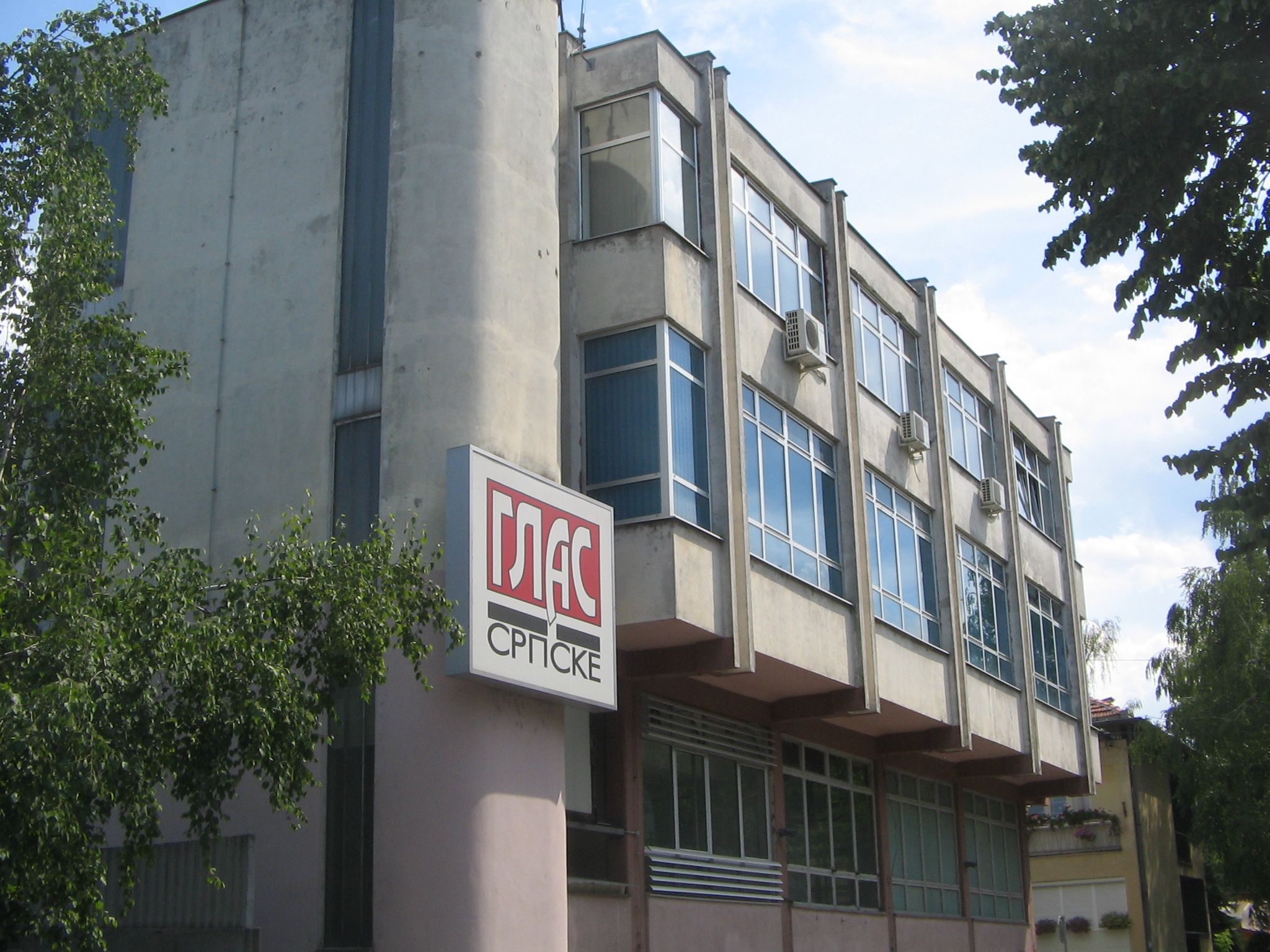
L'immeuble de Glas Srpske

Le quotidien le plus important de Banja Luka porte le nom de Glas Srpske (en serbe cyrillique : Глас Српске), la « Voix de la (république) serbe (de Bosnie) » ; il a été créé le 31 juillet 1943 sous le nom de Glas à Župica près de Drvar pour servir d'organe aux Partisans communistes de Tito ; à partir de 1945, il fut publié à Banja Luka. Après la guerre de Bosnie-Herzégovine, l'Assemblée de la république serbe de Bosnie décida d'en faire l'organe officiel de la république serbe de Bosnie et le journal prit son nom actuel de Glas Srpske le 5 mai 2003. En 2008, 48 % du capital du journal et 62 % des titres associés appartenant à la maison d'édition Glas srpski - Grafika a été acheté par un consortium constitué du journal concurrent Nezavisne novine et par l'entreprise de construction Integral inženjering.

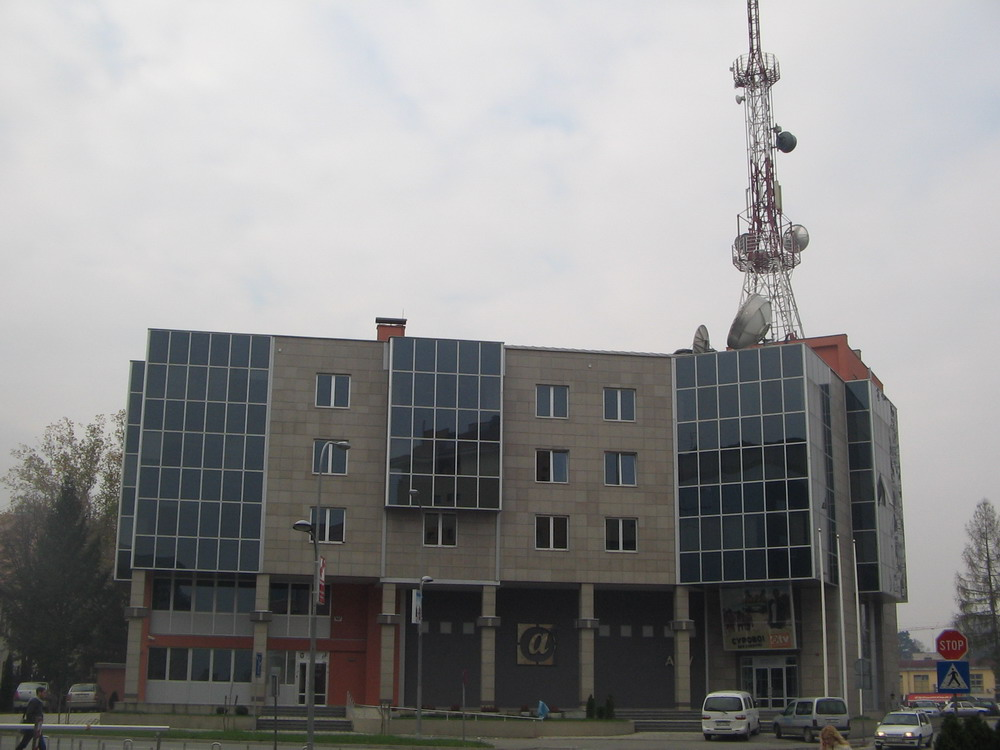
L'immeuble d'Alternativa televizija

Les Nezavisne novine ont été fondées par Željko Kopanja en décembre 1995 ; ce « Journal indépendant » est considéré par certains comme le plus indépendant de la République serbe. L'actuel premier ministre de la République serbe Milorad Dodik lui a apporté son soutien, notamment en lui fournissant des fonds pour son lancement. En 2001, il était publié à 11 000 exemplaires et, en 2008, entre 20 000 et 25 000 exemplaires. Les Nezavisne novine (le « Journal indépendant ») ont été le premier journal de la république serbe de Bosnie à publier des articles sur les crimes de guerre commis par les Serbes en Bosnie-Herzégovine, juste après la guerre de Bosnie-Herzégovine. Il a également mis en lumière la corruption et les détournements de fonds pratiqués dans la République. En octobre 1999, son directeur Željko Kopanja a été victime d'un attentat à la bombe où il a perdu ses deux jambes. En 2002, Željko Kopanja a obtenu un prix de la liberté de la presse.
Outre Glas Srpke et les Nezavisne Novine, deux titres Press et Focus paraissent dans la ville.
La ville dispose de plusieurs stations de radio, notamment la Radio de la République serbe (RTRS), Big radio, Uno Radio et Nes Radio. Sur le plan télévisuel, la ville est desservie par la Radio-télévision de la République serbe (RTRS), qui appartient au service public de la Bosnie-Herzégovine. Mais d'autres chaînes diffusent dans la région, comme Alternativa televizija, Bel kanal et Televizija Simić.

## Éducation

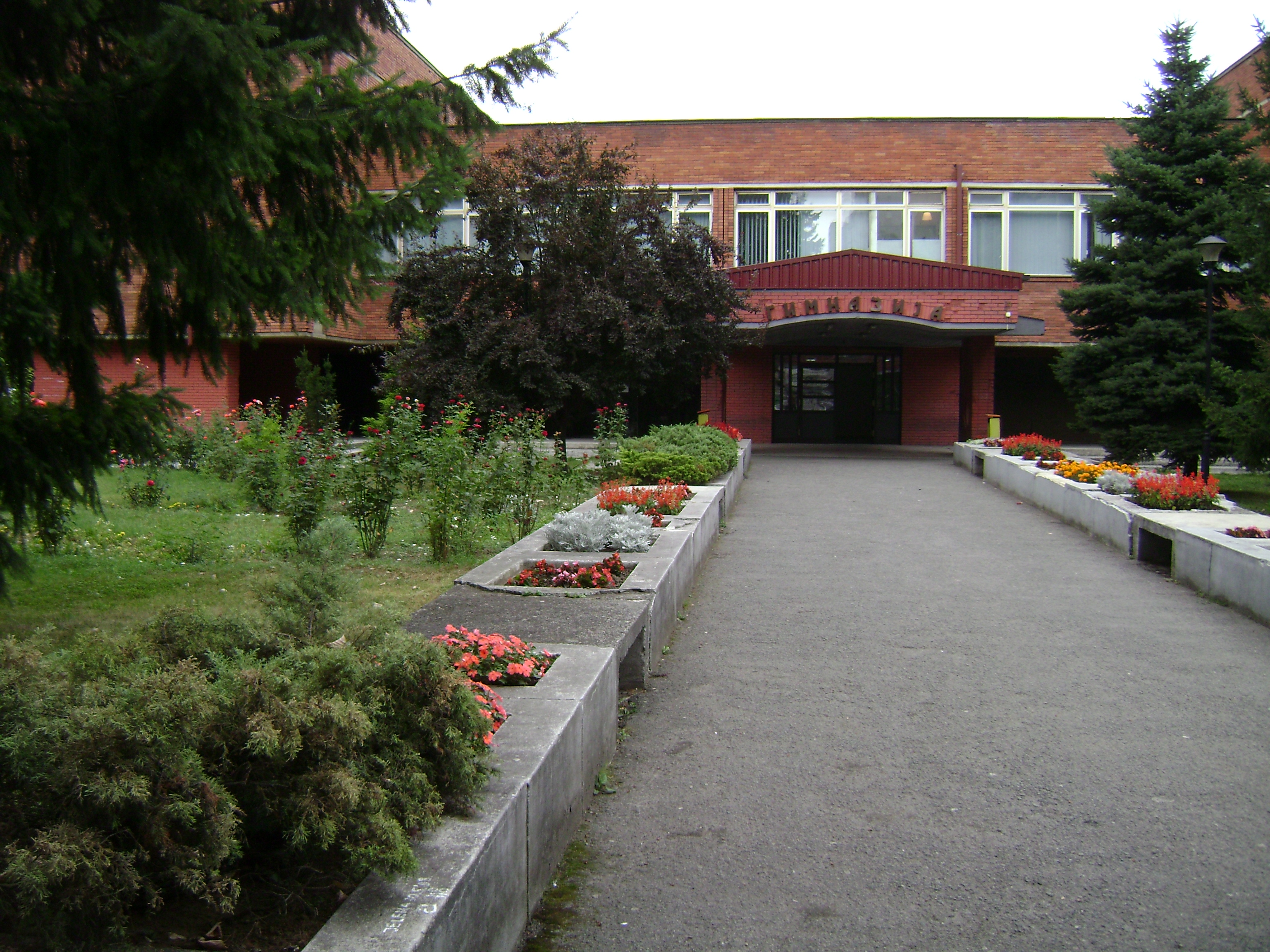
Le Lycée de Banja Luka

Banja Luka dispose d'un réseau d'écoles maternelles géré par le Centre pour l'éducation préscolaire (en serbe cyrillique : Центар за предшколско васпитање и образовање ; en serbe latin : Centar za predškolsko vaspitanje i obrazovanje), soit 18 établissements répartis dans 11 communautés locales du territoire de la ville de Banja Luka, urbaines et périurbaines,. L'enseignement élémentaire, secondaire et supérieur, quant à lui, est placé sous l'autorité du ministère de l'Éducation et de la Culture de la république serbe de Bosnie. La Ville possède ainsi 30 écoles élémentaires (Основне школе/Osnovne škole) et 20 écoles secondaires (Средње школе/Srednje škole). Parmi ces dernières figure le lycée de Banja Luka qui a ouvert ses portes le 24 octobre 1885 et qui, après le tremblement de terre de 1969 et la destruction des anciens bâtiments, a été installé dans des locaux modernes ; depuis 2006, l'établissement prépare au baccalauréat international (BI).

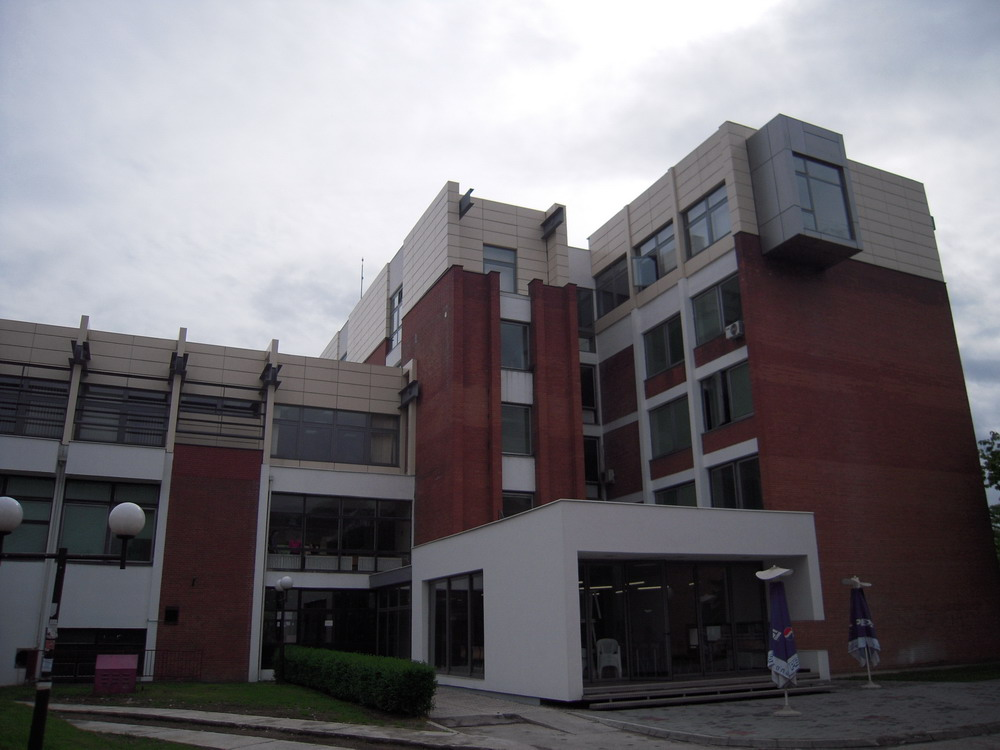
La faculté d'économie de l'université de Banja Luka

Certaines écoles secondaires sont plus spécialisées, comme l'école de construction (Грађевинска школа) l'école d'économie (Економска школа), l'école de génie électrique Nikola Tesla (Електротехничка школа Никола Тесла), l'école de médecine, l'école de musique Vlado Milošević (Музичка школа Владо Милошевић), l'école d'agriculture (Пољопривредна школа), l'école technique (Техничка школа), l'école de restauration, du tourisme et du commerce (Угоститељско-трговинско-туристичка школа), l'école des apprentis (Школа ученика у привреди), l'école de technologie (Технолошка школа), le Centre de formation pour l'éducation et la récupération de la parole et de l'audition (Центар за образовање васпитање и рехабилитацију слуха и говора) et le centre Protégez-moi (Центар Заштити ме).
Dans le domaine de l'enseignement supérieur, Banja Luka abrite une importante université, créée le 7 novembre 1975 et organisée en 16 facultés, correspondant à 45 programmes d'études ; elle accueille 17 000 étudiants, encadrés par 600 professeurs et 400 assistants. Lors de sa création l'université comptait cinq facultés : génie électrique, technologie, génie mécanique, droit et économie ; la faculté de médecine y a été créé en 1978, la faculté d'agriculture en 1992, la faculté de sylviculture et la faculté de philosophie en 1993, la faculté d'architecture et de génie civil et celle des sciences en 1996 et l'Académie des arts en 1999. Parallèlement à cette université publique, Banja Luka possède plusieurs établissements privés d'enseignement supérieur, comme l'université d'ingénierie d'affaires et de management, l'université paneuropéenne Apeiron, qui propose des études pluridisciplinaires et, notamment, dans le domaine de l'économie, du droit et de la santé ou encore l'Université des hautes études commerciales, créée en 2005, où l'on peut étudier la finance, l'économie appliquée, l'écologie, le journalisme, les technologies de la communication ou le design. Le Collège de communication Kapa Fi (Komunikološki koledž КФ), créé en 2000, est le plus ancien établissement privé d'enseignement supérieur de la ville.

## Transports

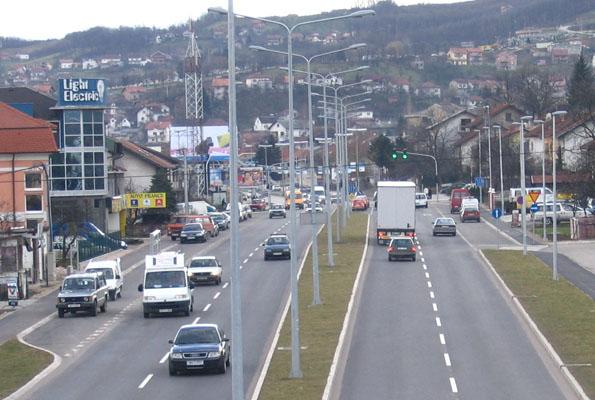
La rocade ouest

Banja Luka est située sur la route européenne E661, connue localement sous le nom de nationale M 16. Cette route est l'axe routier le plus important de la région : il connecte l'Europe centrale et l'Europe de l'Est à la mer Adriatique et était déjà emprunté à l'époque romaine, reliant la Dalmatie et la Pannonie. En revanche, elle ne forme une autoroute que de Banja Luka à Laktaši, le reste du parcours entre Laktaši et la frontière croate étant seulement à deux voies. Près de la frontière, la E661 rejoint la route européenne E70 qui, vers l'ouest, conduit à Zagreb (167 km) et, vers l'est, à Belgrade (350 km). La E661 permet aussi de rejoindre la route européenne E73, qui conduit à Sarajevo (234 km). Banja Luka est également un carrefour de routes régionales en direction de Prijedor, Doboj, Derventa, Teslić, Ključ, etc. La gare routière de Banja Luka est desservie notamment par les compagnies d'autocars Autobusni Kolodvor Zagreb et SP Lasta Beograd. Le service international permet de rejoindre de grandes villes européennes comme Vienne ou Salzbourg, Francfort, Munich ou Stuttgart, Copenhague, Göteborg, Zurich, Ljubljana, Paris, Bruxelles et Amsterdam.

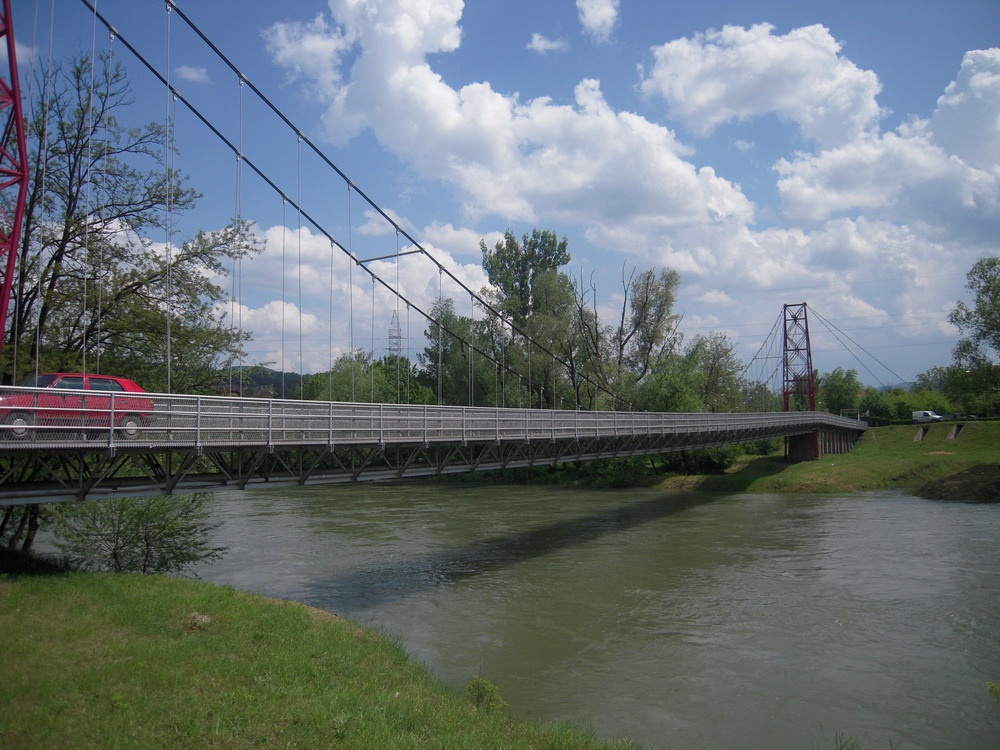
Le pont de Česma

La voie ferrée entre Banja Luka et Dobrljin a été inaugurée en 1873 et elle était à l'époque la plus moderne de Bosnie-Herzégovine. La ville est aujourd'hui une des plaques tournantes de la société des Chemins de fer de la République serbe (en serbe : Željeznice Republike Srpske), qui comprend la moitié du réseau ferré du pays. La guerre de Bosnie-Herzégovine a endommagé ce réseau et la compagnie souffre d'un manque de matériel, ce qui occasionne une faible fréquence et une certaine lenteur dans les trajets. En revanche, depuis Banja Luka, il est possible de rejoindre les villes du nord de la Bosnie ou des villes comme Zagreb et Belgrade. Banja Luka possède un aéroport international (code AITA : BNX) ; construit en 1976, il se trouve à 23 km au nord de la ville sur le territoire du village de Mahovljani, dans la municipalité de Laktaši. Il est desservi par la compagnie bosnienne B&H Airlines et par la compagnie serbe Jat Airways, qui y assurent trois vols par semaine en direction de Zurich et de Belgrade. Pour le moment, l'aéroport sert ainsi plutôt d'appoint pour les aéroports internationaux de Sarajevo et de Zagreb.
Sur le plan local, Banja Luka ne possède ni métro ni tramway. Les transports en commun sont assurés par plus de 30 lignes d'autobus qui relient le centre de la ville à ses différents faubourgs et aux localités situés sur le territoire municipal. La plus ancienne du réseau est la ligne no 1. Les taxis constituent aussi un moyen de déplacement courant. Un système de trolleybus devrait voir le jour fin 2009 ou début 2010.
Située sur la rivière Vrbas, Banja Luka dispose de plusieurs ponts, comme le Gradski most (Pont de la ville), le pont d'Incel, le pont de Česma, le pont vert (Zeleni most) ou ceux de Novoselija, Rebrovac et Venecija. Le plus récent d'entre eux a été inauguré le 4 décembre 2009 dans le quartier d'Ada ; il mesure 90 m de long pour une largeur de 14 m et dispose de pistes cyclables et de voies pour les piétions.

## Personnalités

### Personnalités nées à Banja Luka

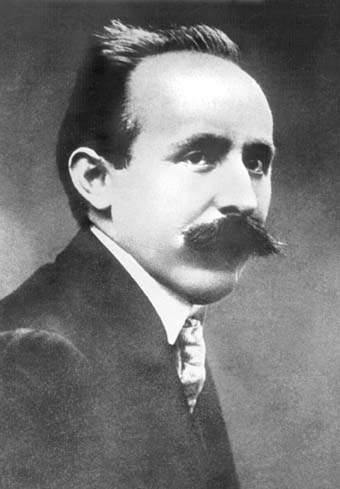
Petar Kočić

Un nombre important de personnalités ont vu le jour à Banja Luka : parmi les plus renommées, on trouve Ivan Franjo Jukić (1818-1857), moine catholique, écrivain et humaniste, ainsi que le poète Petar Kočić (1877-1916), qui, en pleine période austro-hongroise, fut un grand défenseur de la liberté des Slaves du Sud ou Veselin Masleša (1906-1943), héros de la Seconde Guerre mondiale. D'autres poètes, hommes ou femmes de lettres et philosophes ont illustré leur ville natale : Muhamed Filipović (né en 1929), Nasiha Kapidžić-Hadžić (1931-1995), Ismet Bekrić (né en 1943) ou Irfan Horozović (né en 1947). Deux acteurs réputés dans l'ex-Yougoslavie, Adem Čejvan (1927-1989) et Mustafa Nadarević (né en 1943), sont également nés à Banja Luka. Emir Krajišnik (né en 1954), originaire de Banja Luka est un peintre peintre, un sculpteur et un vidéaste vidéaste qui vit et travaille aujourd'hui essentiellement en Suède. L'historien de la littérature, spécialiste de langue et de littérature anglaises, et académicien Svetozar Koljević, né en 1930, est originaire de la ville.

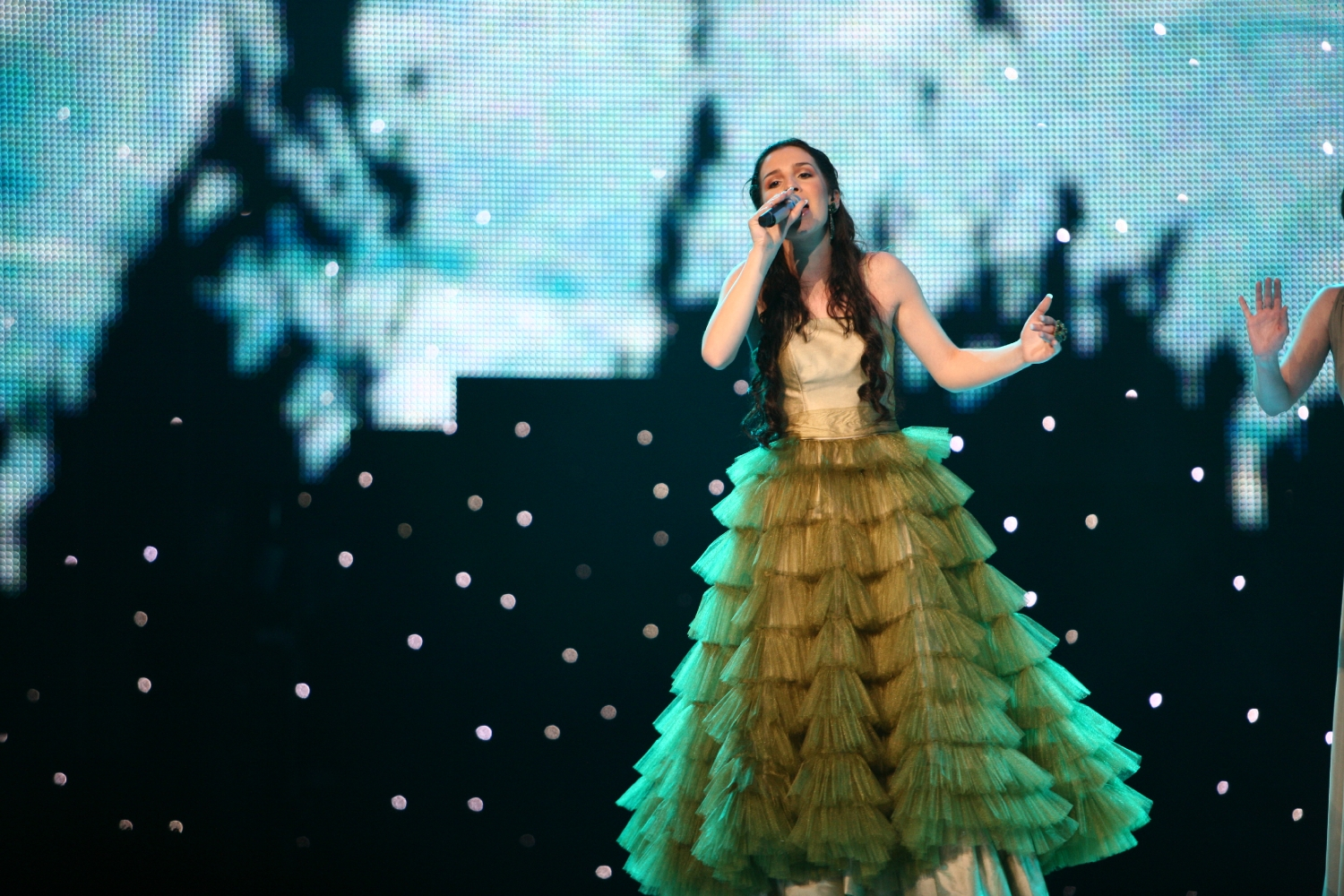
Marija Šestić, Eurovision 2007

Sur le plan musical, Banja Luka est la patrie du violoniste Dragan Šajnović (1907-1985), du compositeur Vlado Milošević (1901-1990) compositeur, professeur de musique, ethnomusicologue, ainsi que de nombreux artistes populaires comme Saša Lošić (né en 1964), chanteur, compositeur et compositeur de musique de film ou Zrinko Tutić, chanteur, compositeur et producteur de musique croate ; Indira Radić (née en 1966) est une chanteuse de turbo folk et Marija Šestić (née en 1987) a représenté la Bosnie-Herzégovine au Concours Eurovision de la chanson 2007. L'une des personnalités les plus populaires de la ville est Nebojša Malešević (né en 1983), un mannequin, qui a représenté la Bosnie-Herzégovine au concours Mister Monde 2007 et a également présenté un programme de divertissement sur la chaîne de télévision Alternativa televizija, qui émet depuis sa ville natale ; il est également joueur de basket-ball.
De nombreux sportifs originaires de Banja Luka ont effectué ou effectuent une carrière internationale, à commencer par les footballeurs : Željko Buvač (né en 1961), Darko Maletić (né en 1980), Zlatan Muslimović (né en 1981), Neven Subotić (né en 1988), Nedeljko Malić (né en 1989). La ville est illustrée par des handballeurs comme Velimir Petković (né en 1956), Andrej Golić (né en 1974), Božidar Jović (né en 1972) ou Mladen Bojinović (né en 1977). Parmi les autres sportifs nés à Banja Luka figurent le joueur de tennis Ivan Ljubičić (né en 1979) et le boxeur Anton Josipović.

### Personnalités ayant vécu ou vivant à Banja Luka
Plusieurs personnalités ont marqué l'histoire de la Banja Luka comme Ferhat-pacha Sokolović (1530-1590) et Svetislav Milosavljević (1882-1960), ban de la Banovine du Vrbas, notamment par les nombreuses constructions qu'ils y ont réalisées. Platon (Jovanović) (1874-1941), ancien évêque de l'éparchie de Banja Luka, a été canonisé en 1998 par l'Église orthodoxe serbe pour honorer son martyre lors de la Seconde Guerre mondiale.
Le peintre Alojz Ćurić (1933-2007), né à Mrkonjić Grad, est mort à Banja Luka où il a accompli la plus grande partie de sa carrière de peintre.
De nombreux sportifs ont vécu dans la ville, comme les joueurs de handball Milorad Karalić (né en 1946), originaire d'Ivanjska (aujourd'hui Potkozarje), qui a joué pour le RK Borac Banja Luka, et Nebojša Popović (né en 1947 à Prijedor), qui a lui aussi passé la plus grande partie de sa carrière au RK Borac. Andrej Golić, né à Banja Luka en 1974, est un ancien handballeur international français. Le footballeur Abid Kovačević (né en 1952), originaire de Mrkonjić Grad, a commencé sa carrière au FK Borac Banja Luka. La ville s'honore aussi de la présence des boxeurs Marijan Beneš (né en 1951) et Radovan Bisić, ainsi que de celle du kick-boxeur Draženko Ninić (né en 1976 à Stuttgart), qui vit à Banja depuis 2002 et a été champion du monde de coup de pied bas en 2009.

## Coopération internationale

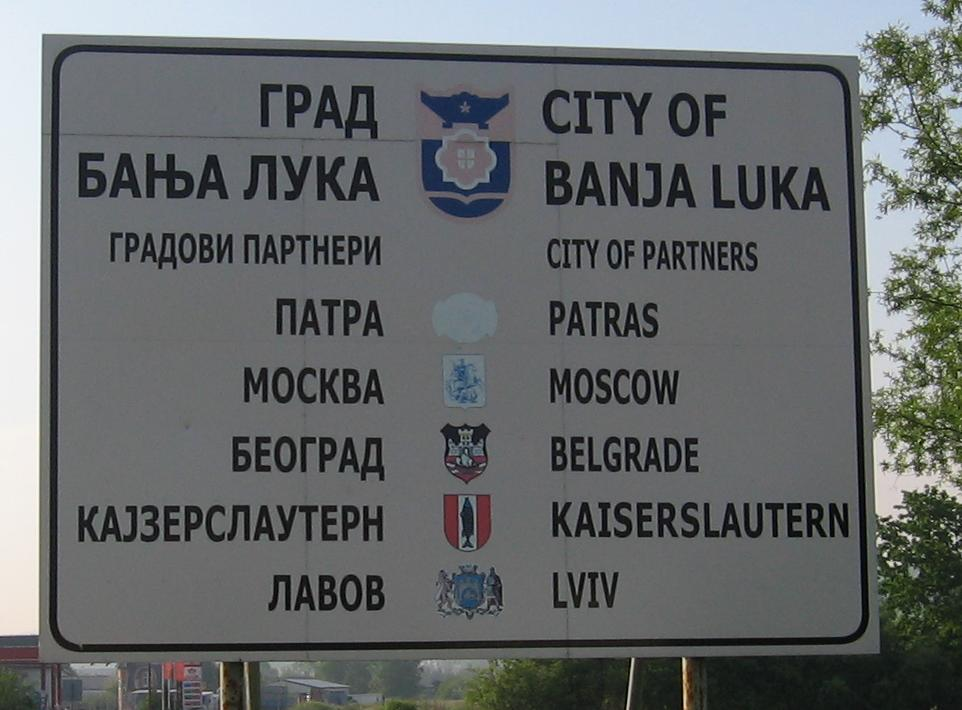
Panneau signalétique indiquant quelques jumelages.

La ville de Banja Luka est jumelée avec les villes suivantes :
- Kaiserslautern (Allemagne) depuis octobre 1969 ;
- Belgrade (Serbie) ;
- Novi Sad (Serbie) ;
- Moscou (Russie) ;
- Patras (Grèce) ;
- Lviv (Ukraine) ;
- Graz (Autriche) ;
- Kranj (Slovénie) ;
- Bari (Italie) ;
- Bitonto (Italie) ;
- Campobasso (Italie) ;
- Sremska Mitrovica (Serbie) ;
- Modiin-Maccabim-Reout (Israël).